# Empire maurya
Vers 324 – vers 185 av. J.-C.
Entités précédentes :
- Navanandra
- Empire séleucide
- Kalinga

Entités suivantes :
- Dynastie Shunga
- Royaume gréco-bactrien
- Royaume indo-grec
- Satavahana

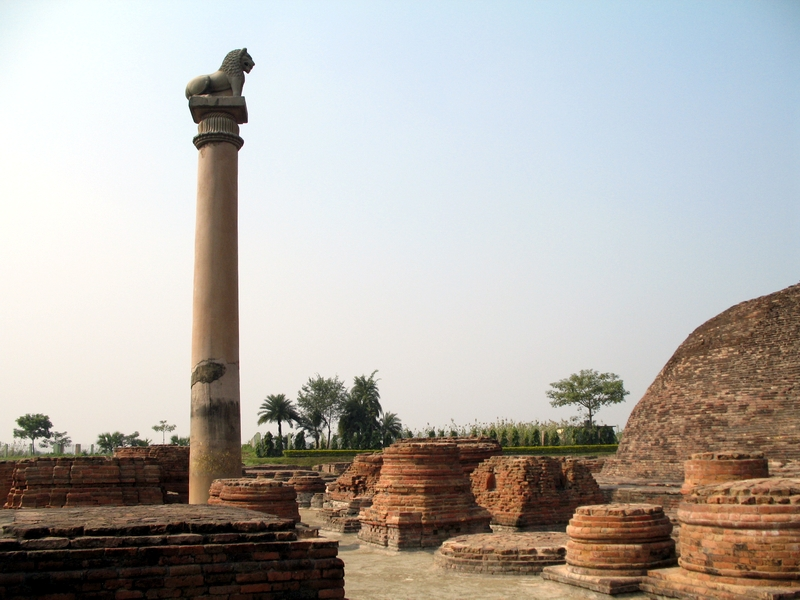
Le pilier d'Ashoka de Vaisali (Bihar).

Les Maurya sont une dynastie qui a régné sur une grande partie du sous-continent indien d'environ 321 à 185 av. J.-C. Formé à partir du royaume de Magadha, et de la ville de Pataliputra dans la plaine du Gange par Chandragupta, cet État s'est par la suite étendu vers l'ouest en profitant de la retraite des troupes d'Alexandre le Grand, puis, sous les règnes des deux souverains suivants, Bindusâra et Ashoka, vers le sud et l'est du sous-continent, sans jamais pour autant dominer celui-ci dans sa totalité. Ces souverains formèrent ce qui est vu comme le premier grand empire de l'histoire indienne, succédant à une période de division du sous-continent entre plusieurs royaumes rivaux. Pour autant, cette construction politique, dont l'histoire postérieure est quasiment inconnue, ne s'avéra pas durable. L'empire se fragmenta progressivement, et son dernier souverain fut renversé par le fondateur de la dynastie Shunga vers 185 av. J.-C.
Peu mis en valeur par la tradition indienne, sans doute parce que ses souverains n'étaient pas des tenants de l'hindouisme, l'Empire maurya fut redécouvert par des historiens britanniques et indiens essentiellement à partir de trois sources écrites : l’Arthashastra, un traité politique attribué à Kautilya, qui serait le premier ministre du fondateur de la dynastie ; l’Indica, un compte-rendu du voyage dans l'Inde des débuts des Maurya laissé par un ambassadeur grec du nom de Mégasthène ; la redécouverte et la traduction des édits du roi Ashoka. Pour autant, l'Inde des Maurya demeure très mal connue, en dépit des progrès des recherches archéologiques. Son organisation administrative, sociale et économique reste encore obscure, et les témoignages architecturaux et artistiques de cette période sont peu nombreux.
On peut néanmoins déceler un des plus puissants empires de son temps, fondé par des personnalités remarquables, en premier lieu Ashoka qui joua un rôle crucial dans l'expansion du Bouddhisme et professa une idéologie politique originale fondée sur le rejet de la violence. Il est de ce fait devenu une figure importante de l'histoire indienne, le chapiteau du pilier de Sarnath portant l'inscription d'un de ses édits étant choisi pour devenir l'emblème national de l'Inde lors de son indépendance.

## Sources

### Les traditions religieuses

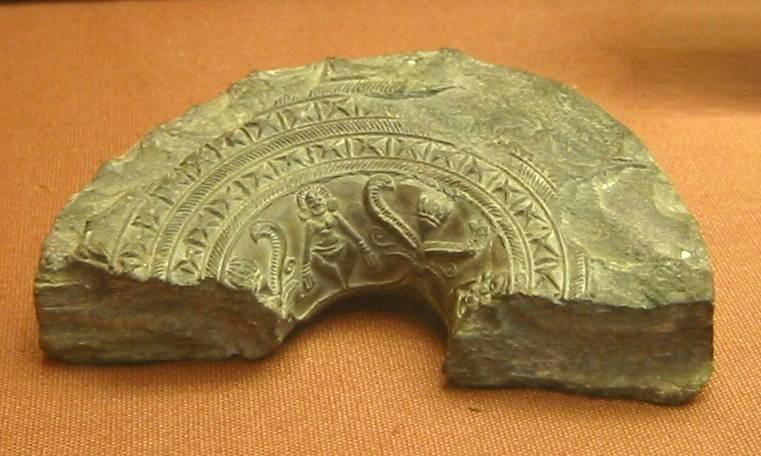
Anneau de pierre avec motif de déesse, Empire maurya, Pakistan. British Museum.

Si l'Inde ancienne ne dispose pas de tradition historiographique à proprement parler, les textes issus de ses différentes tendances religieuses comportent des éléments historiques qui, certes rédigés très postérieurement aux faits sur lesquels ils reposent, contiennent des éléments qui peuvent être utiles à la connaissance des périodes qu'ils évoquent. On trouve ainsi dans les Puranas, textes mythologiques brahmaniques qui furent compilés à partir du Ve siècle, des listes des souverains Mauryas qui sont la seule source permettant de nommer les souverains ayant succédé à Ashoka, ainsi qu'un récit de l'accession de Chandragupta au pouvoir. Les courants de pensée hétérodoxe, Jaïnisme et Bouddhisme, ayant chacun eu son champion parmi les rois Maurya, à savoir Chandragupta pour le premier et Ashoka pour le second, les textes issus de ces traditions sont essentiels pour connaître ces personnages, même s'ils sont à prendre avec précaution. Les textes bouddhistes relatifs à Ashoka ont été préservés là où cette religion a perduré jusqu'à nos jours, surtout au Sri Lanka et au Tibet. Ainsi, l'Asokavadana (Légende d'Ashoka), rédigé vers le IIe siècle parmi un ensemble de biographies de personnalités éminentes de l'histoire du Bouddhisme ayant un but édificateur, contient des éléments sur la vie de ce souverain et sa participation à l'essor du Bouddhisme. Il évoque ainsi ses méfaits antérieurs à sa conversion, puis ses actes pieux, notamment la fondation de milliers de sanctuaires : il s'agit manifestement d'exagérations, mais pouvant avoir un fonds de vérité. Ce texte prétend aussi que ce souverain aurait pris le pouvoir après un conflit successoral, ce qui est discuté par les historiens.

### L'Indicade Mégasthène
L'Indica, description de l'Inde laissée par Mégasthène, ambassadeur du souverain séleucide Séleucos Ier à la cour de Chandragupta (Sandracattos pour les Grecs) autour de 300 av. J.-C. est une source très instructive sur l'Empire maurya. Cet ouvrage est perdu et n'a été préservé que par des citations par des auteurs plus tardifs, comme Strabon, Arrien et Diodore de Sicile. Dès l'Antiquité, la véracité du récit de Mégasthène a été remise en question (par Strabon notamment), et il est manifeste que certaines informations sont erronées. Néanmoins, d'autres passages sont jugés plus fiables par les historiens actuels comme la description de la capitale Pataliputra (en dépit d'exagérations) ou de l'organisation de la société indienne.

### L'Arthashastrade Kautilya
Une des sources les plus importantes en rapport avec la dynastie Maurya est l’Arthashastra, attribué à un dénommé Kautilya, traité politique redécouvert au début du XXe siècle, traitant de l'organisation de la capitale de l'empire, de l'art du bon gouvernement, insistant notamment sur les qualités requises de la part du monarque, son comportement à adopter envers ses sujets et alliés. Son auteur a été identifié à Chanakya, principal conseiller de Chandragupta, le fondateur de la dynastie Maurya. En dépit du fait que ce dernier ne soit jamais évoqué dans l'ouvrage, l'Arthashastra est souvent utilisé comme une source principale pour reconstituer l'idéologie politique et l'organisation de l'Empire maurya. Cela n'est pas sans poser problème, dans la mesure où l’Arthashastra ne semble pas être la production d'un auteur unique, mais celle de plusieurs personnes, entre les débuts de l'ère des Maurya et le IIIe siècle de notre ère pour les passages les plus tardifs. En tout état de cause, quand bien même certains passages semblent datés de l'époque des Maurya, il s'agit d'un traité théorique et non d'une description de leur État. La pertinence de l'utilisation de cet ouvrage pour décrire l'Empire maurya est donc très discutée.

### Les édits d'Ashoka
La redécouverte de la dynastie Maurya a reposé en grande partie sur celle de son troisième souverain, Ashoka, grâce aux inscriptions de plusieurs de ses édits qu'il avait commémorées sur des piliers dont plusieurs trônaient dans des grandes villes indiennes au début de la colonisation britannique, sans que leur contenu ne soit connu car leur écriture ancienne, le brahmi, n'était alors pas déchiffrée. Ce sont les efforts de James Prinsep (1799-1840) qui permirent leur traduction et leur publication en 1836-38,.
Depuis cette période de nouveaux édits ont été mis au jour, constituant un corpus d'une trentaine de textes retrouvés sur une cinquantaine de sites. Ils sont regroupés en plusieurs catégories :
- les édits majeurs sur rocher, inscrits sur des rochers et longs ;
- les édits mineurs sur rocher, également inscrits sur des rochers mais plus courts ;
- les sept édits majeurs rédigés sur des piliers devenus des éléments caractéristiques de l'ère Maurya, surtout ceux ayant conservé leur chapiteau en forme de lotus surmonté par des sculptures animales (d'inspiration probablement perse[8],[9],[10])
- quelques édits mineurs, courts, ont aussi été inscrits sur des piliers.

La plupart de ces édits sont inscrits en langue (prakrit) du Magadha dans l'alphabet appelé brahmi, mais certains sont en alphabet kharoshthi, en araméen, et à Kandahar ont été retrouvés deux édits majeurs en grec et un édit mineur bilingue en grec et araméen. Les textes, sont datés entre la dixième année de règne du roi et la vingt-septième. Ils relatent l'idéal politique du roi Ashoka après sa conversion au bouddhisme et son désir de ne plus commettre d'acte violent à la suite de la campagne dévastatrice du Kalinga, et son désir de gouverner de façon juste son empire. Des doutes demeurent quant à savoir dans quelle mesure la localisation de ces édits permet de reconstituer la géographie de l'Empire maurya, en indiquant où situer ses frontières, ou du moins les régions sur lesquelles son contrôle était le plus fort.

Édits d'Ashoka.
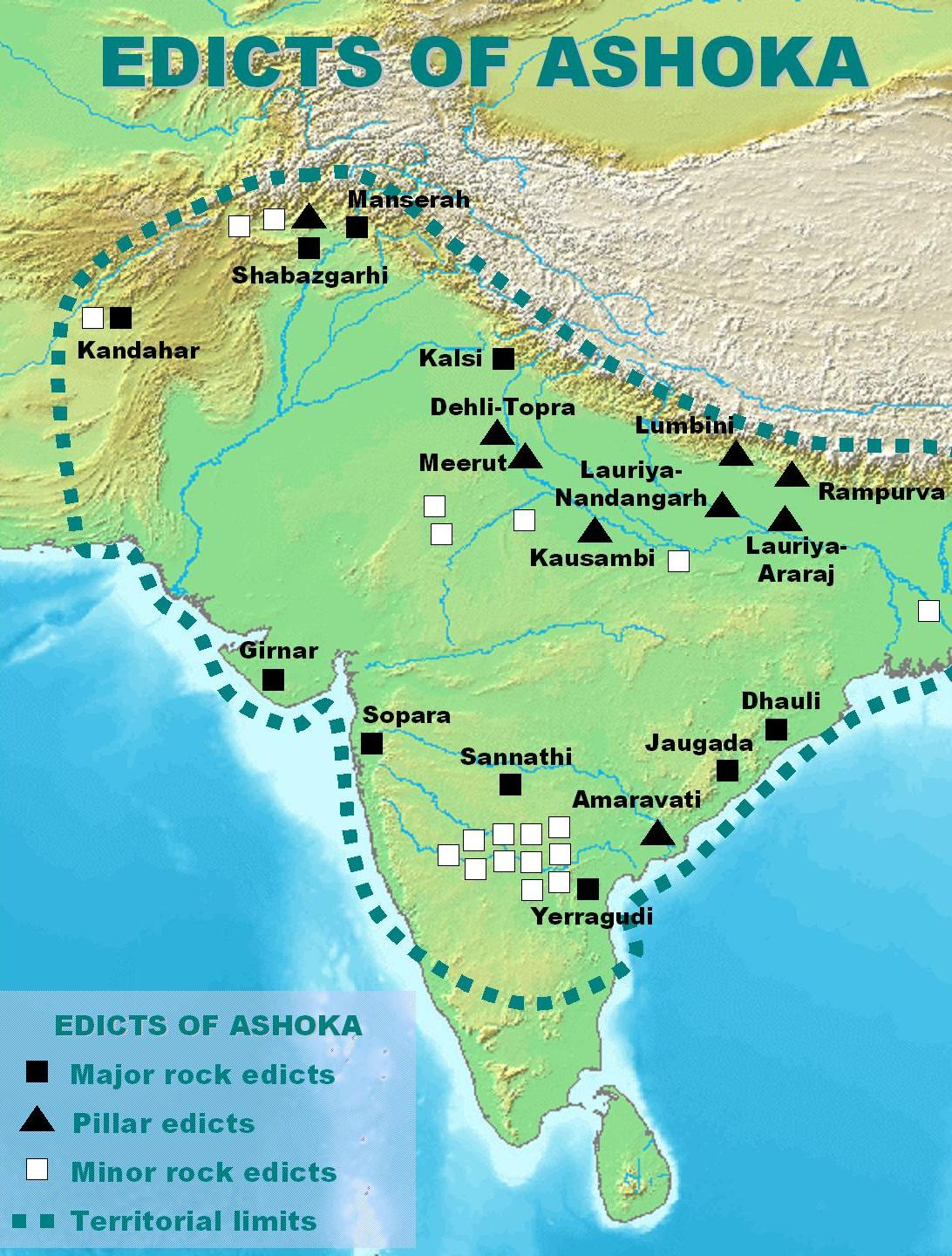
Localisation des édits d'Ashoka et extension supposée de son empire vers 232 av. J.-C.
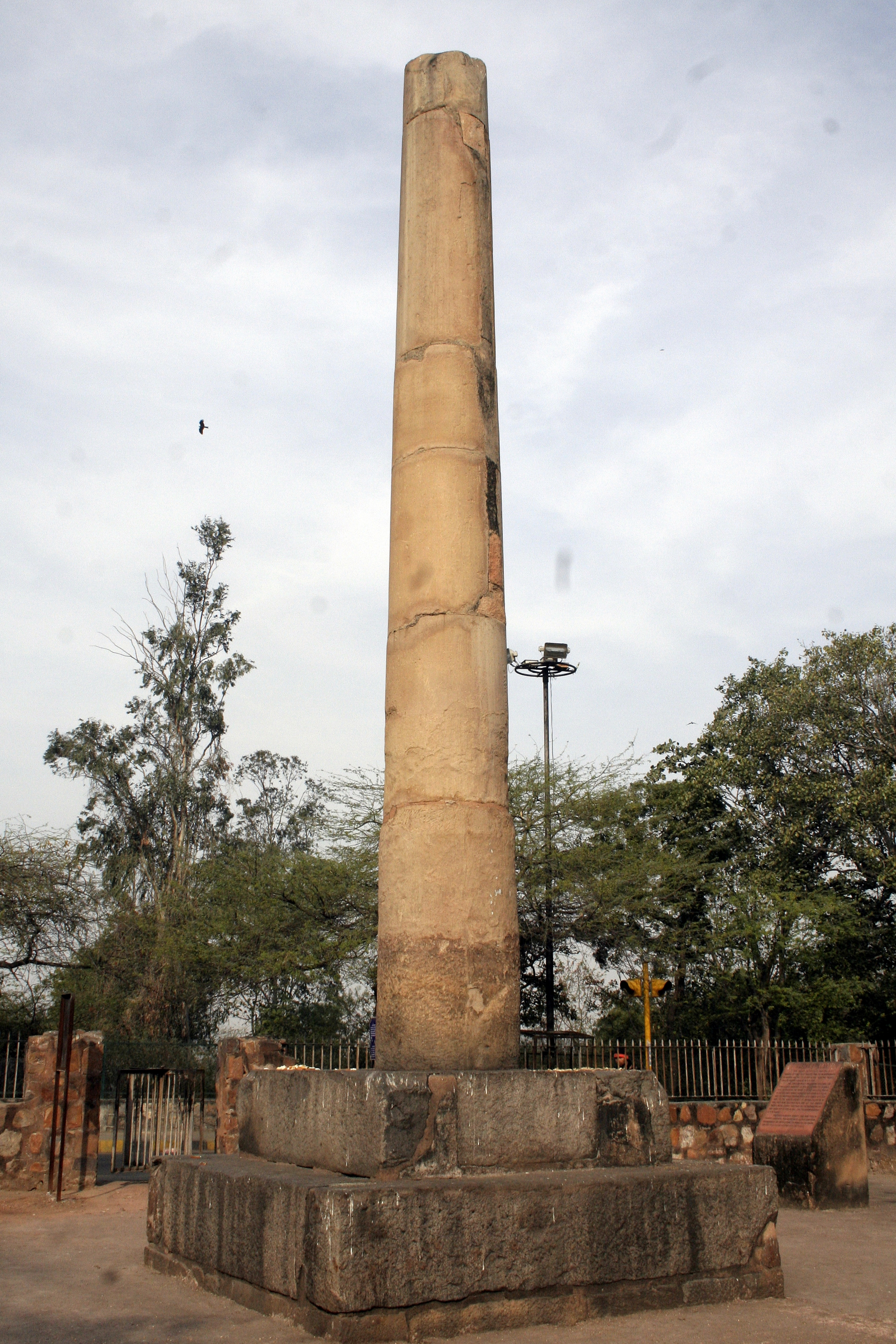
Pilier localisé de nos jours à Delhi, où il a été déplacé depuis l'Uttar Pradesh au XIVe siècle.
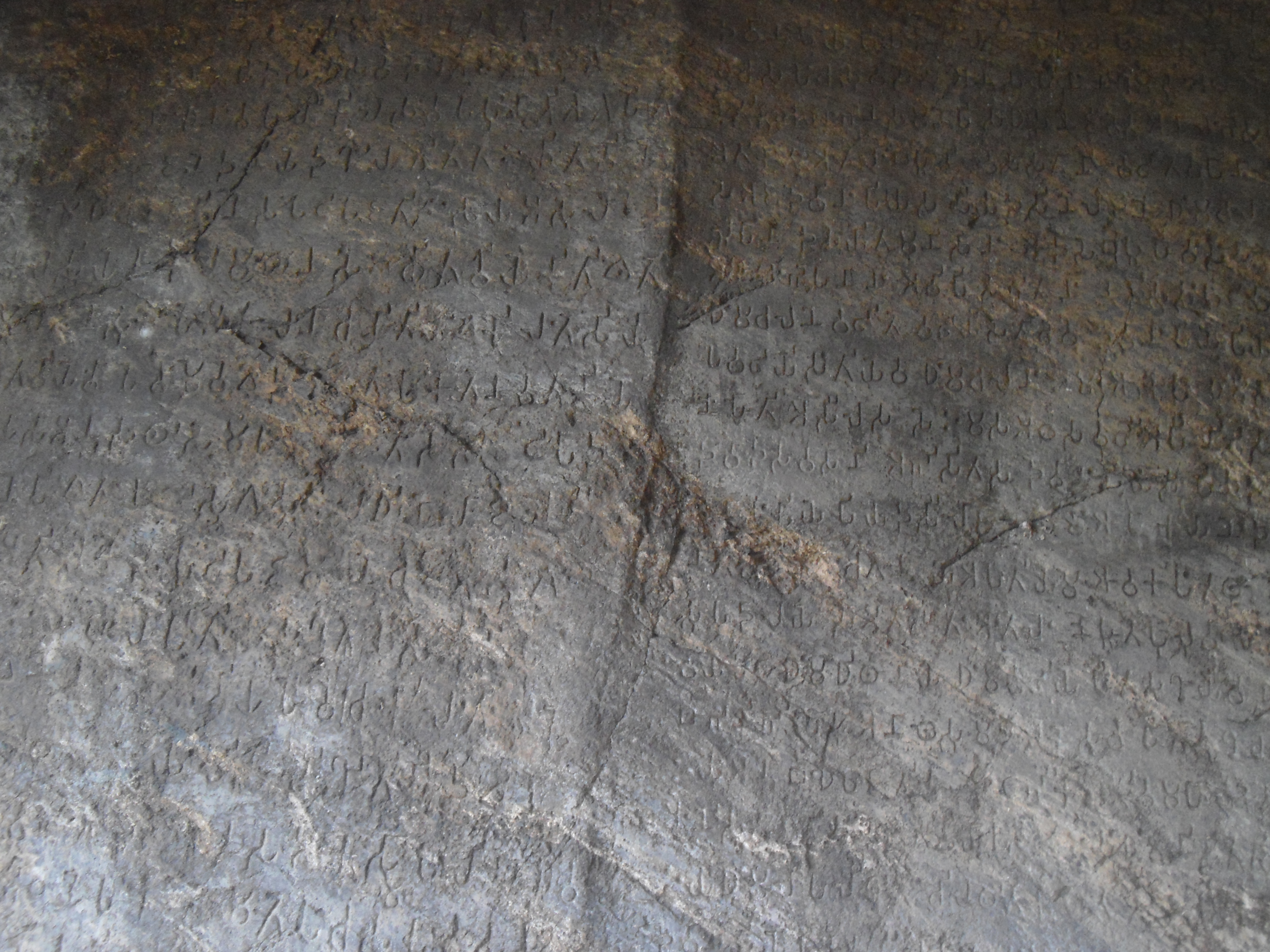
Détail de l'édit sur roche majeur de Dhauli (Odisha), inscrit en brahmi.
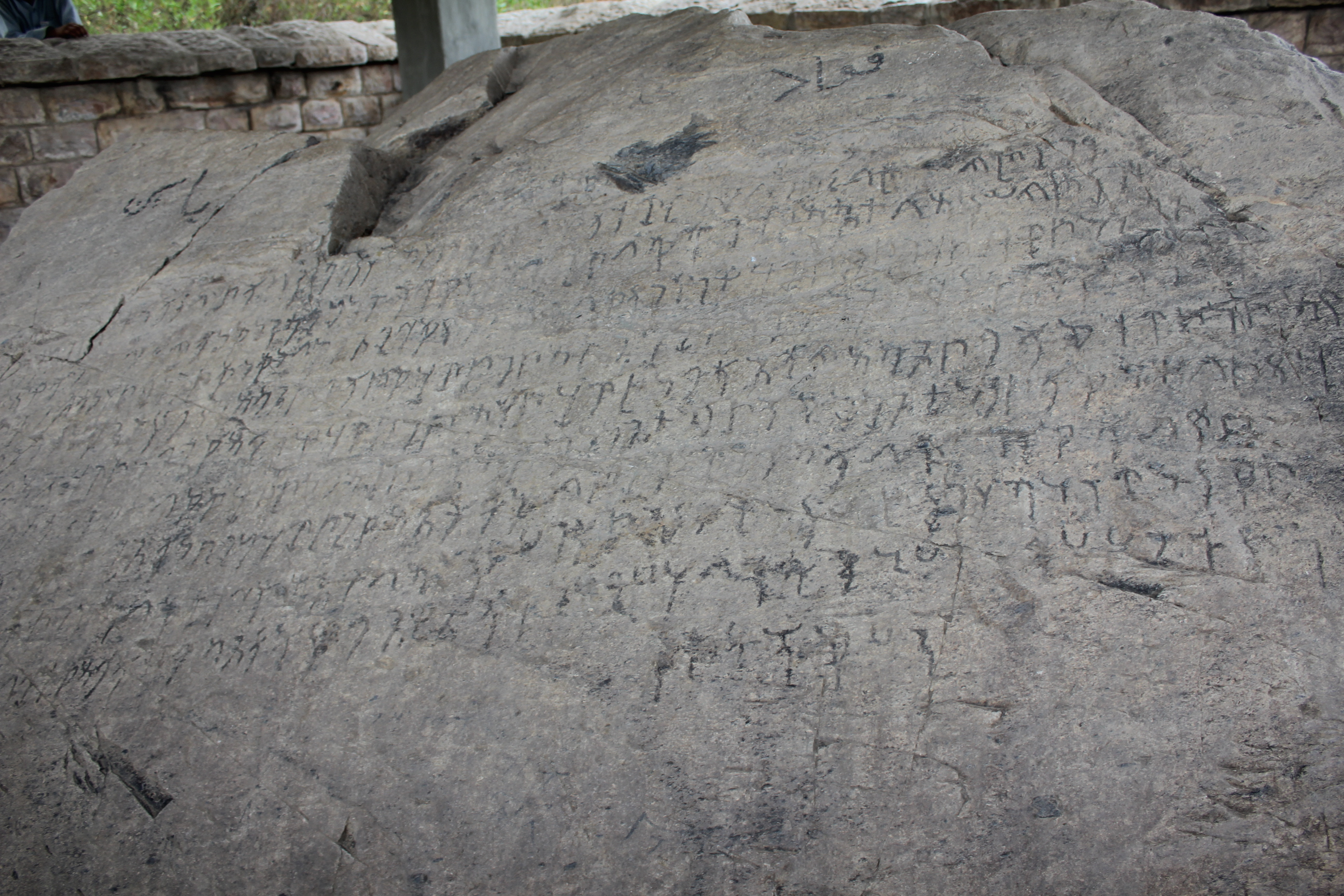
Édit sur roche majeur de Shahbazgahri (Pakistan), inscrit en kharoshthi.
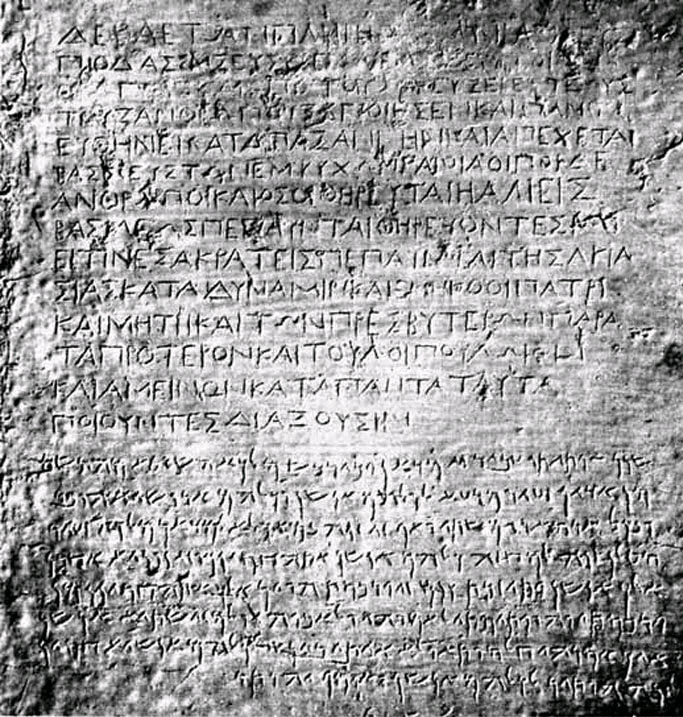
Inscription bilingue de Kandahar, un édit sur roche mineur bilingue grec-araméen, retrouvé en Afghanistan.

### Les découvertes archéologiques

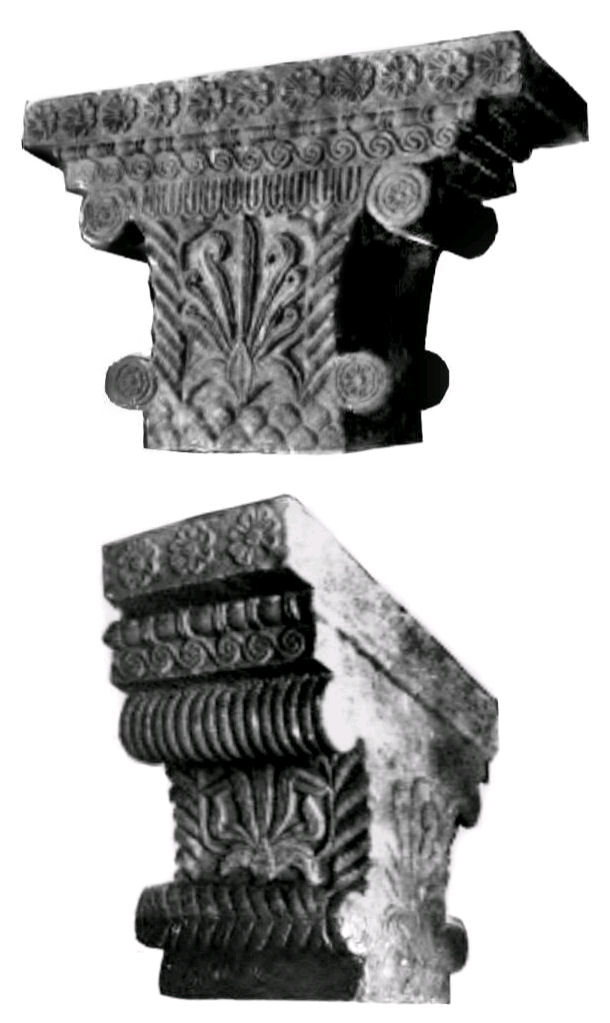
Chapiteau massif daté du, découvert dans les ruines du palais Maurya de Pataliputra (influence stylistique gréco-perse).

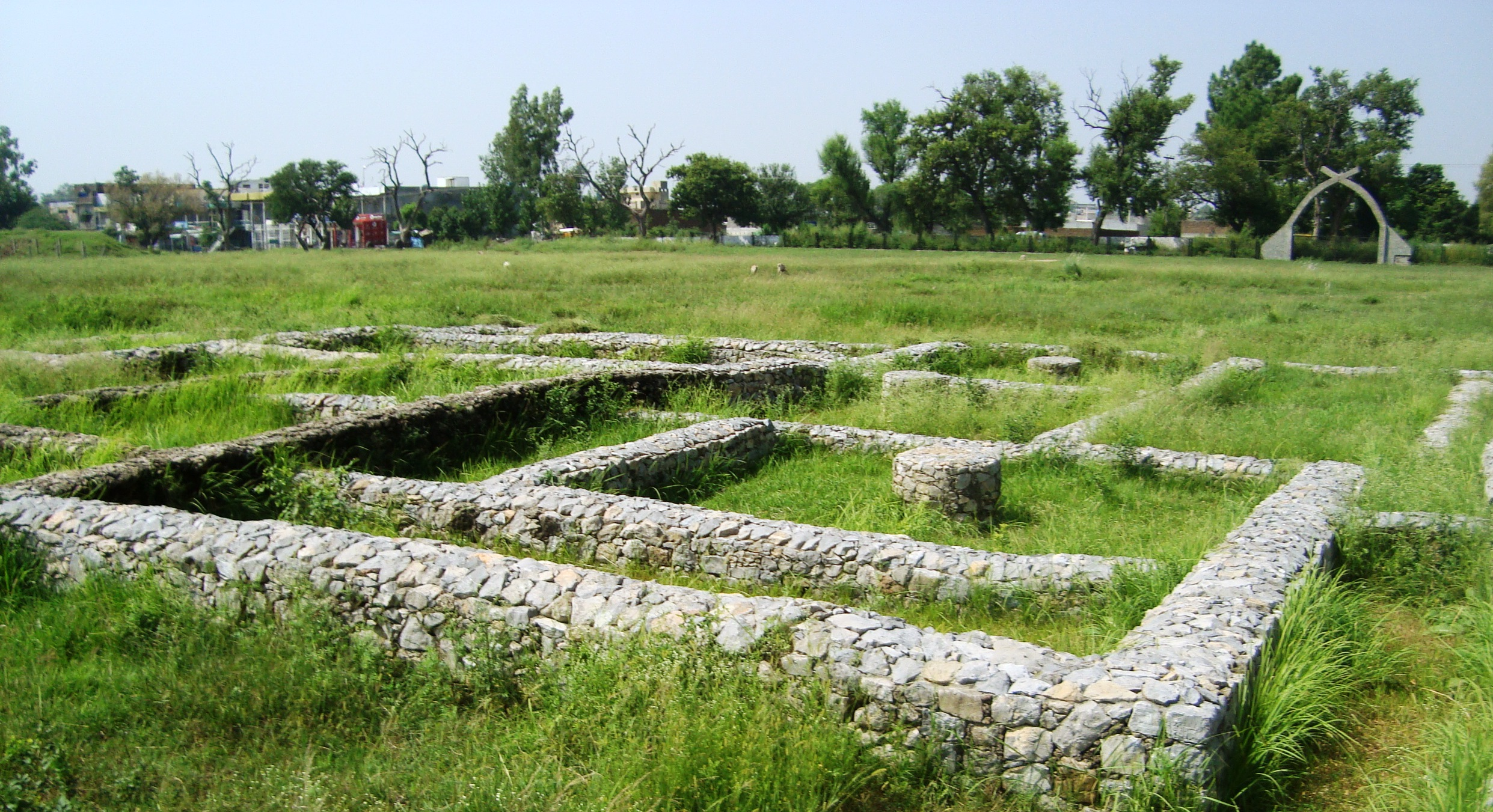
Ruines du Bhir Mound de Taxila (Pakistan).

Les fouilles archéologiques ont permis de préciser les connaissances sur l'ère des Maurya. Celle-ci correspond en gros à l'époque finale de l'expansion d'une forme de poterie fine de couleur noire, la Northern Black Polished Ware (en) (NBPW), qui s'était diffusée dans le milieu des élites des royaumes qui avaient précédé l'Empire maurya (les mahajanapadas). Mais peu de sites ont été mis au jour. Dans la capitale, Pataliputra, recouverte par l'actuelle Patna (Bihar), l'exploration du site de Kumrahar a abouti à la mise au jour de restes de quelques monuments officiels, surtout une salle d'audience hypostyle, mais en dépit de la découverte de sections de sa muraille en bois le plan général de la ville n'a pu être établi, ce qui empêche de savoir si les descriptions de celle-ci par les textes (notamment Mégasthène) sont fiables. Des constructions de l'époque Maurya semblent également avoir été mises au jour à Rajgir (Bihar), l'ancienne capitale du Magadha, et à Bhita (Uttar Pradesh), mais il est difficile de savoir avec certitude s'il s'agit de constructions de l'époque Maurya ou de périodes légèrement antérieures. Des niveaux attribués aux Maurya ont été repérés avec plus de convictions sur des sites périphériques du Pakistan, le Bhir Mound de Taxila et la forteresse (Bala Hisar) de Charsadda. Sur d'autres sites importants de la période, comme Sisupalgarh dans l'Odisha (l'ancien Kalinga), il est plus problématique de retrouver la marque des Maurya. Des études des archéologues, notamment celles liées à l'interprétation des modes de domination des empires, ont également cherché à préciser la nature de l'administration de l'empire des Maurya et mettre en cause l'idée d'un empire fortement centralisé.

## Histoire
L'Inde du IVe siècle av. J.-C. était dominée par plusieurs entités politiques, que la tradition bouddhiste a dénommés mahajanapadas, qui s'étaient affirmées comme de véritables royaumes de mieux en mieux structurés, à l'aboutissement d'une évolution qui avait été accompagnée par une expansion de l'agriculture, du commerce et de l'urbanisation. Parmi ces royaumes, celui de Magadha, situé dans la plaine centrale du Gange, était devenu le plus puissant sans pour autant parvenir à dominer durablement les autres. Depuis 345 av. J.-C., il était dominé par la dynastie des Nanda.
L'autre fait important de l'histoire indienne de la seconde moitié du IVe siècle av. J.-C. fut la conquête des régions du nord-ouest par les troupes d'Alexandre le Grand en 326-325. La mort de celui-ci puis les troubles politiques qui suivent sa mort créent une situation d'instabilité.

### Chandragupta, fondateur et conquérant
C'est dans ce contexte que Chandragupta Maurya prit le pouvoir à Magadha en 321 av. J.-C. en renversant la dynastie des Nanda. Les origines de ce personnage, tantôt présenté comme un kshatriya (vision positive), tantôt comme un shudra (vision négative), sont obscures, de même que les conditions de sa prise de pouvoir, qui aurait été facilitée par son conseiller Chanakya (Kautiliya). En tout cas, après avoir repris à son compte la domination des Nandas sur le Gange, il se tourna vers la région de l'Indus où le départ des Macédoniens avait laissé un vide politique et évince le satrape du Pendjab, Taxilès. Les généraux d'Alexandre (les diadoques), alors pris dans une guerre de succession, ne purent réagir. Ce n'est qu'en 305 av. J.-C. que Séleucos, qui avait repris la partie orientale de l'empire d'Alexandre, conduit ses troupes contre Chandragupta, mais il fut défait. En 303 av. J.-C., les deux concluent la paix : l'Indien récupère la domination sur la région de l'Indus et une large partie de l'actuel Afghanistan, en échange de 500 éléphants de guerre offerts au Macédonien qui devait en faire bon usage dans ses campagnes occidentales postérieures, tandis que des échanges matrimoniaux sont conclus entre les deux royaumes (peut-être au sein même des familles royales, mais les sources ne sont pas explicites sur ce point). C'est dans ce contexte de relations amicales que l'envoyé séleucide à Pataliputra, Mégasthène, aurait collecté les informations qu'il a compilées dans ses Indica, qui sont une des sources essentielles sur cette période. Après ce succès militaire et diplomatique, le règne de Chandragupta s'acheva vers 297 av. J.-C.. Selon la tradition jaïne, il aurait abdiqué et se serait retiré avec des ascètes appartenant à ce courant religieux.

### Bindusara
Le fils de Chandragupta, Bindusara, lui succéda. Peu d'éléments permettent de savoir quels furent les grands faits de son règne. Un texte tibétain postérieur semble lui attribuer d'importantes conquêtes vers le Sud, dans le Deccan, peut-être jusqu'au Karnataka. Les textes occidentaux rapportent qu'il aurait sollicité des présents auprès du roi séleucide Antiochos Ier avec lequel l'alliance avait été préservée : du vin, des figues séchées, et un philosophe avec qui disserter. Il mourut vers 272, alors que la majeure partie du sous-continent indien était placée sous sa coupe.

### Ashoka, le roi devenu pacifique

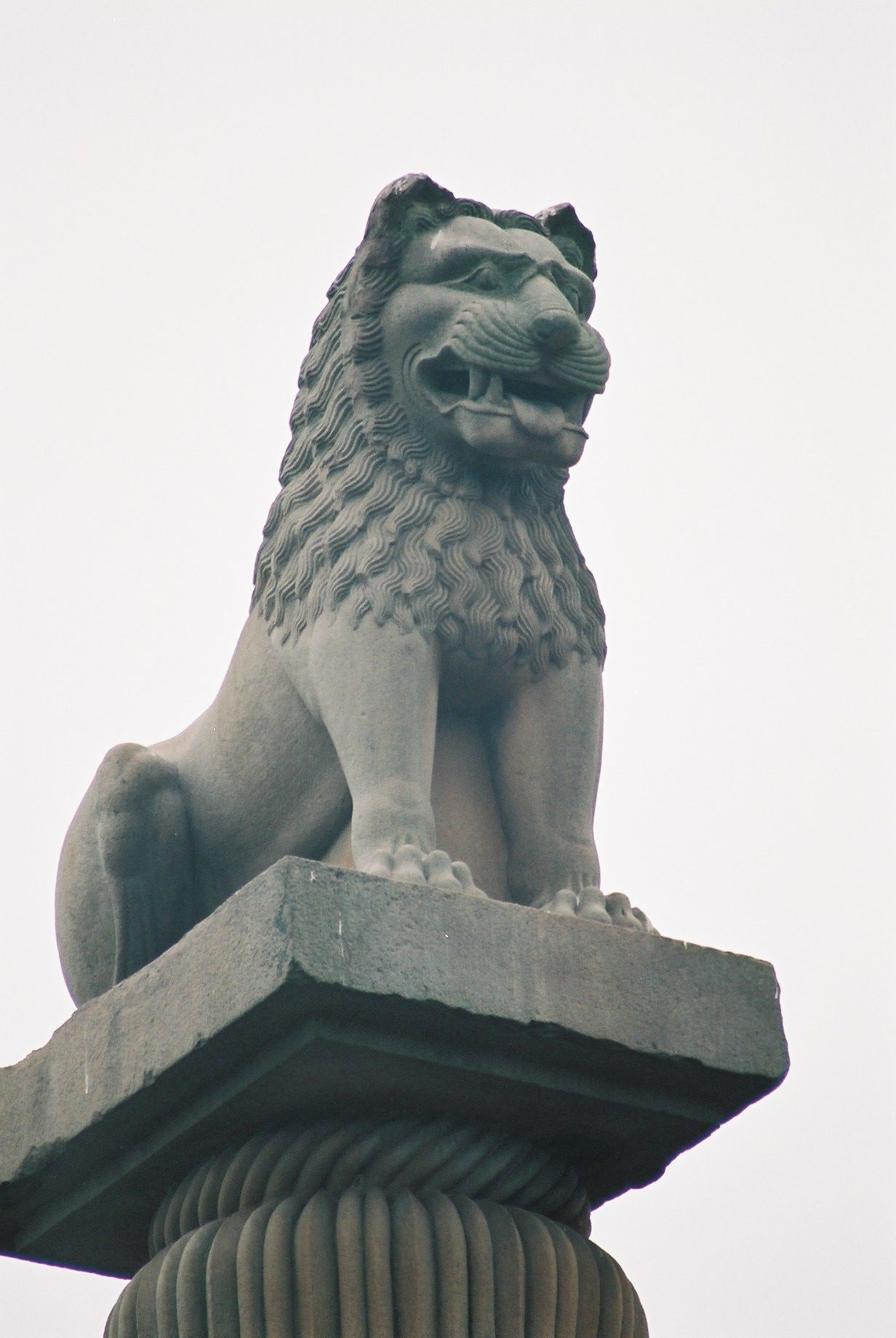
Statue de lion du pilier d'Ashoka de Vaishali (Bihar).

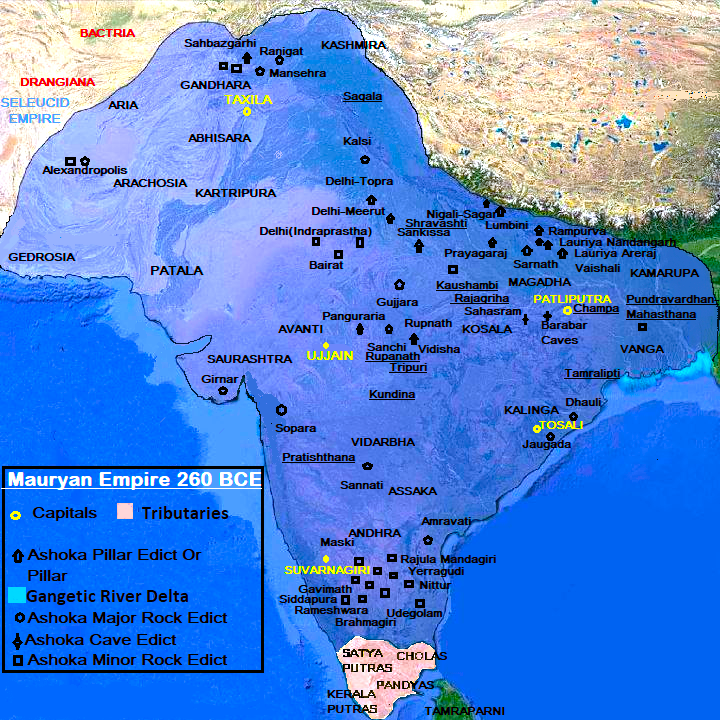
Extension supposée de l'Empire maurya sous Ashoka, vers 250 av. J.-C., suivant la localisation de ses édits.

Ashoka, le troisième souverain de la dynastie Maurya, est celui que la postérité a le plus retenu, en tant que figure royale exemplaire de la tradition bouddhiste. À l'époque moderne, ce sont ses nombreux édits inscrits sur des supports en pierre (notamment des piliers) qui ont révélé la puissance de la dynastie Maurya et l'originalité de l'idéologie politique de ce souverain. Pourtant, là encore les événements concernant son règne restent en général inconnus. On ne sait pas dans quelles conditions il monta sur le trône : certains spécialistes supposent une guerre successorale. Ses édits font surtout référence à sa campagne menée dans la région orientale de Kalinga (dans l'actuel Odisha), qui a eu lieu durant la huitième année de son règne (vers 264-260). Elle se solda par un triomphe, mais au prix de lourdes pertes humaines. Ashoka éprouva des remords à la suite de cette campagne destructrice, cessant ses entreprises militaires et adoptant un idéal de non-violence bouddhiste :

« Huit ans après son sacre le roi Ami des dieux (Devanampriya, épithète d'Ashoka) au regard amical a conquis le Kalinga. Cent cinquante mille personnes ont été déportées ; cent mille y ont été tuées ; plusieurs fois ce nombre ont péri. Ensuite, maintenant que le Kalinga est pris, ardents sont l'exercice de la Loi (Dhamma), l'amour de la Loi, l'enseignement de la Loi chez l'Ami des dieux. Le regret tient l'ami des dieux depuis qu'il a conquis le Kalinga. En effet la conquête d'un pays indépendant, c'est alors le meurtre, la mort ou la captivité pour les gens : pensée que ressent fortement l'Ami des dieux, qui lui pèse. »

— Introduction du XIIIe édit d'Ashoka.

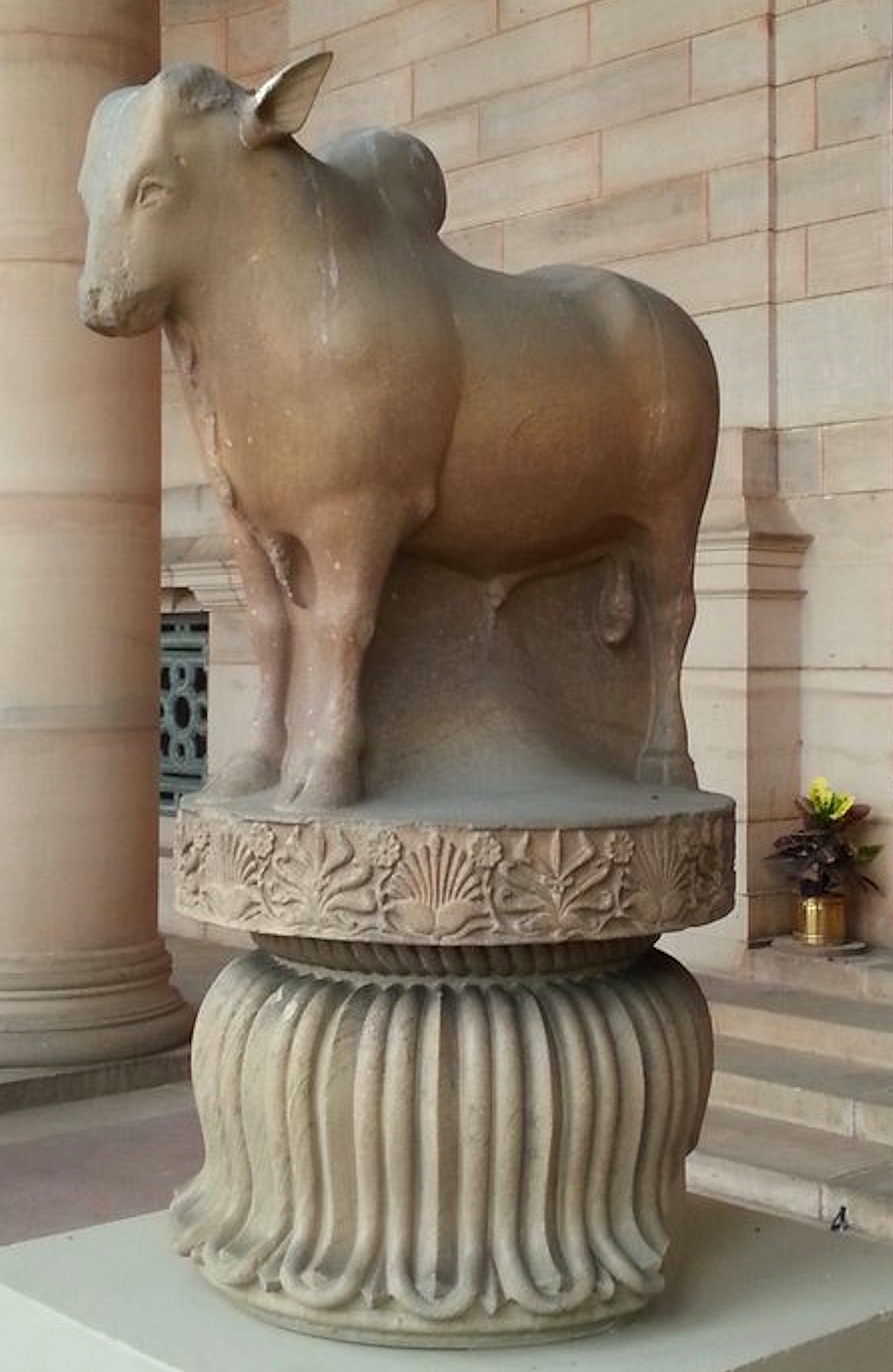
Chapiteau au taureau, en provenance de Rampurva, règne d'Aśoka,, palais présidentiel de Rashtrapati Bhavan, New delhi. Le sujet animalier est plutôt indien (zébu), la forme générale du chapiteau est d'inspiration achéménide, alors que le bandeau de motifs floraux (palmettes) témoigne de l'influence de l'art hellénistique.

De fait, la tradition bouddhiste a érigé ce souverain en modèle : il aurait réuni dans sa capitale un concile permettant d'aplanir les tensions au sein de la communauté bouddhiste en 250, aurait soutenu l'effort prosélyte des moines bouddhiste en direction des pays étrangers, et érigé des dizaines de milliers de lieux de culte.
Le règne d'Ashoka aurait duré 37 années, ce qui placerait sa mort vers 232 av. J.-C. C'est sous son égide, après la conquête du Kalinga, que l'empire des Maurya atteignit sa plus grande extension. Il est généralement considéré que la localisation de ses édits fournissent un indice assez clair des régions qu'il dominait, qui correspondraient donc à la majeure partie du sous-continent indien, depuis Kandahar à l'ouest jusqu'à l'Odisha à l'est, à l'exception de l'extrême sud où ses textes mentionnent la présence d'autres entités politiques. Mais cela a été remis en question : rien n'indiquerait que les lieux où les édits ont été mis au jour aient bien été sous administration effective d'Ashoka, et ils pourraient plutôt indiquer les régions les plus éloignées avec lesquelles il a été en contact.

### La fin de la dynastie
Les successeurs d'Ashoka sont quasiment inconnus, les auteurs postérieurs n'ayant guère retenu que leurs noms. Leurs dates de règnes sont mal connues :
- Dasaratha, v. 232 à 224 av. J.-C.
- Sampatri, v. 224 à 215 av. J.-C.
- Salisuka, v. 215 à 202 av. J.-C.
- Devavarman, v. 202 à 195 av. J.-C.
- Satadhanvan, v. 195 à 187 av. J.-C.
- Brihadratha, v. 187 à 185 av. J.-C.

Cette période fut en tout cas marquée par un affaiblissement du pouvoir des Maurya et la fragmentation progressive de leur empire. Les régions du nord-ouest passèrent ainsi sous la coupe de rois Gréco-Bactriens, lors des conquêtes de Démétrios Ier (v. 200-180), marquant le début des royaumes « indo-grecs ». Au sud les territoires doivent reprendre leur autonomie vers la même période, avant l'affirmation de la dynastie Satavahana vers 100 av. J.-C. (et non pas un siècle plus tôt, directement après la chute des Maurya, comme on l'a longtemps pensé).
Les causes de cet effondrement sont discutées, mais en l'absence d'une bonne connaissance des conditions d'exercice du pouvoir par les grands souverains Maurya (voir plus bas), ces débats restent vains. Quoi qu'il en soit, le dernier souverain de la dynastie, Brihadratha, qui ne devait guère dominer plus que le territoire de l'ancien Magadha, périt vers 185 av. J.-C., assassiné à l'instigation du commandant de son armée, Pushyamitra, qui fonda la dynastie Shunga.

## Organisation et nature du pouvoir

### Idéologie politique

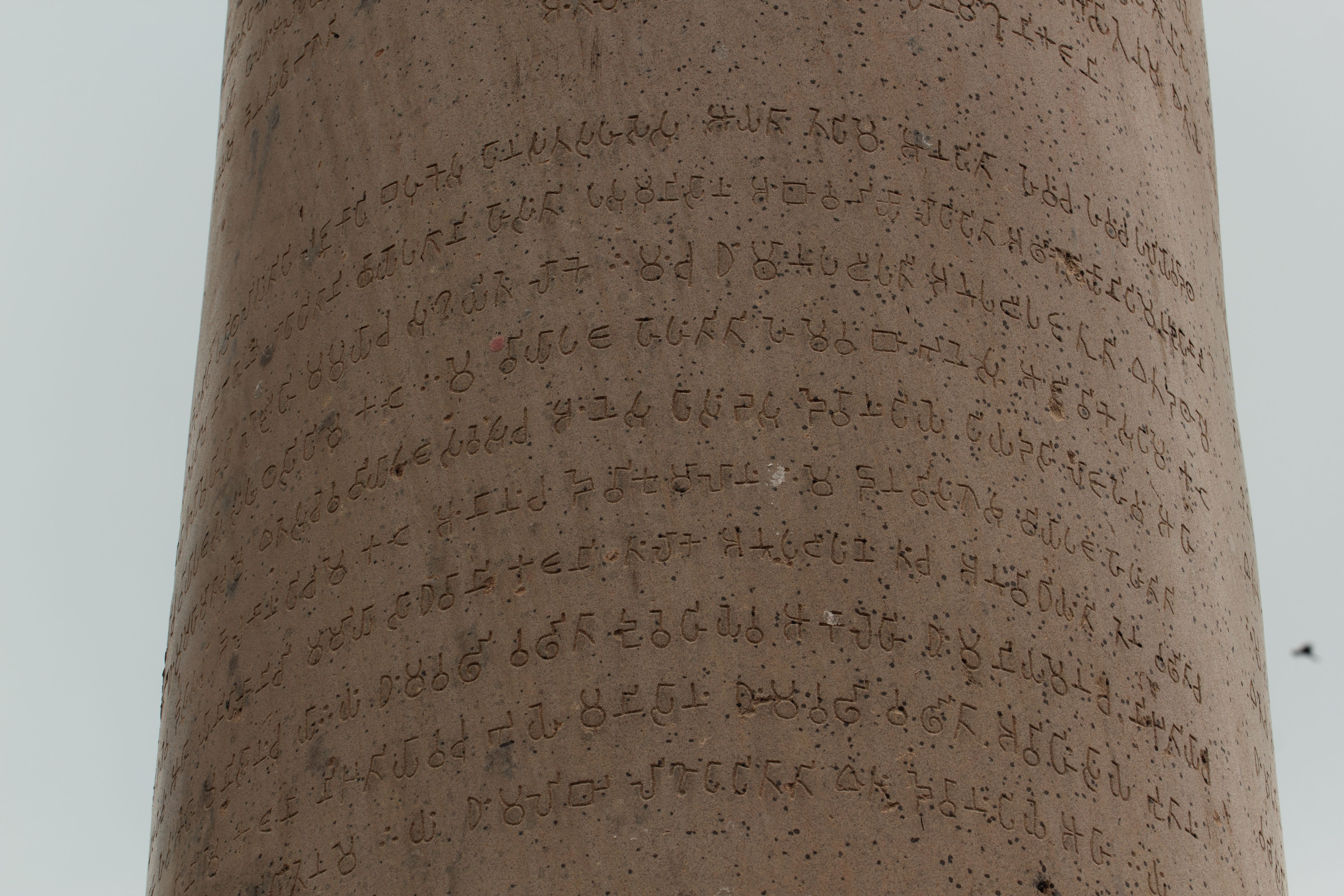
Détail d'un édit d'Ashoka inscrit sur le pilier de Feroz Shah Kotla à Delhi.

L'idéologie du gouvernement des Maurya ressort avant tout des édits d'Ashoka, qui proclament dans un ton très paternaliste la manière dont il entendait diriger ses sujets et quelle image il voulait laisser à la postérité. En ce sens, ils ne peuvent être cantonnés à une sorte de profession de foi bouddhiste, car le souverain faisait bien le distinguo entre ses croyances personnelles et les obligations liées à sa fonction : il s'agit bien d'un programme politique, guidé par des normes éthiques désignées par le terme prakrit dhamma (plus habituellement attesté sous la forme sanskrite dharma, terme polysémique désignant un ordre cosmique dans la pensée indienne). Peu disert sur l'exercice concret de son pouvoir, Ashoka insiste avant tout sur la recherche du bien-être de ses sujets, le respect mutuel entre les différentes composantes de la société, ce qui suppose notamment une forme de tolérance entre courants religieux (les concepts qu'il dispense convenant probablement à tous), ainsi que sur l'idéal de non-violence, préférant conquérir par la persuasion, en obtenant la coopération des peuples soumis afin de pacifier le pays. Il donne l'impression de vouloir proclamer une loi qui s'applique dans tout son empire et symbolise sa toute-puissance. En revanche la façon dont se désigne le souverain ne cherche pas vraiment à laisser une impression de grande puissance : il s'y présente à un endroit sous le titre de « raja de Magadha », mais plus souvent sous les épithètes « Aimé des dieux » (Devanampriya/Devanampiya) ou « Celui qui regarde les autres avec affection » (Priyadarsin/Piyadasi).
Il est difficile de faire coïncider l'idéal des édits d'Ashoka avec celui de l'Arthashastra, qui pourrait représenter un autre exemple de l'idéologie politique de l'époque Maurya, quoi que cela soit douteux. Ce traité politique, dont les prescriptions sont souvent définies comme « machiavéliques », souhaite en effet un État fortement centralisé, construit par la conquête, dirigé par une capitale organisée strictement. L'administration et la société sont fortement contrôlées par le souverain qui use notamment de châtiments brutaux, d'espionnage et d'encouragement à la délation afin de préserver l'ordre. Tous les moyens sont bons pour obtenir les ressources nécessaires au Trésor, y compris le mensonge.

### Administration
Au-delà des idéaux présentés par Ashoka et Kautilya, il est malaisé de savoir comment était organisée concrètement l'administration de l'Empire maurya, dans la mesure où les sources censées documenter ce point ne sont pas souvent considérées comme des témoignages fiables sur la réalité historique de l'époque. Il y a tout lieu de penser que l'administration des Maurya était inspirée de celle des Perses Achéménides, qui avaient dominé pendant plusieurs décennies une bonne partie du nord-ouest du sous-continent indien, et il n'est pas anodin que l'influence achéménide ressorte dans les édits d'Ashoka, notamment leurs aspects externes (inscriptions sur roches, ornements des piliers).
Au sein de l'administration centrale, l'Arthashastra met en avant les postes à finalité financière que sont le trésorier et le collecteur en chef, chargés respectivement de gérer les caisses royales et de les remplir. Seuls sembleraient prendre le pas sur eux le premier ministre et le commandant en chef des armées. Mégasthène évoque de son côté l'administration de l'empire dans sa description des groupes sociaux de l'Inde, distinguant deux classes (la sixième et la septième suivant sa classification) :

« La sixième (classe) est celle des inspecteurs ; ceux-ci se mêlent de tout et soumettent les affaires de l'Inde à leur inspection, et ils font des rapports aux rois ou, si la cité d'appartenance n'est pas monarchique, aux magistrats. La septième classe est celle des conseillers qui délibèrent sur les questions d'intérêt public ; ils sont les moins nombreux, mais les plus admirés pour leur origine noble et pour leur jugement ; de là sortent les conseillers des rois, les administrateurs des affaires publiques et les juges des contentieux, et les dirigeants et magistrats en général sont pris de là. »

— Les classes administratives de l'Inde des Maurya, d'après Mégasthène repris dans la Bibliothèque historique de Diodore de Sicile.

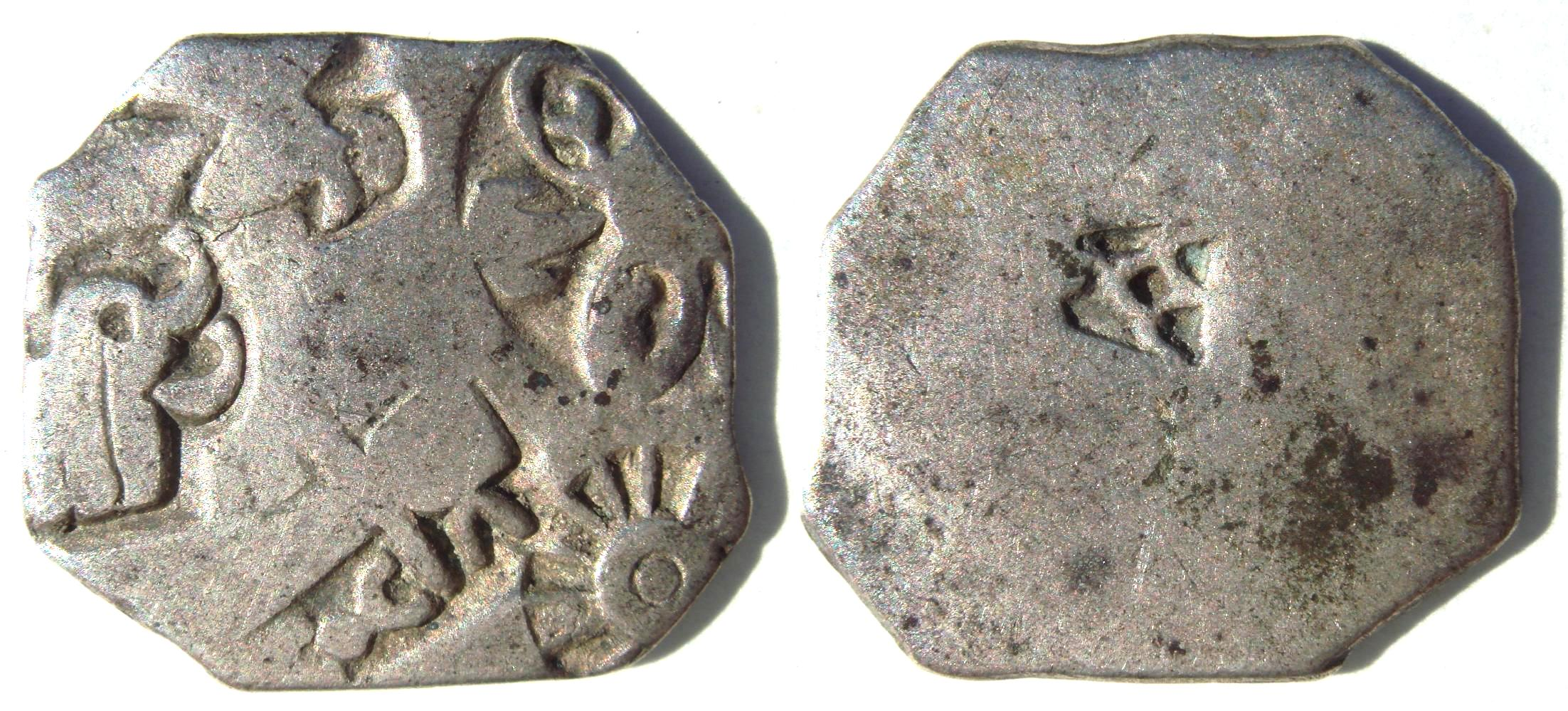
Monnaie Maurya en argent de type karshapana à poinçons, avec symboles de roue et d'éléphant.

Le groupe le plus important en fonction (mais faible en nombre) est donc celui des conseillers, qui sont chargés de seconder le souverain dans la gestion du royaume, gérer les finances publiques, et administrer la justice, comprenant également les magistrats provinciaux. L'autre groupe social, celui des inspecteurs (en grec éphores), est voué à l'administration de l'empire. Le troisième édit d'Ashoka évoque ces administrateurs, portant les titres de yuktas, rajuka et pradisekas, dont les fonctions précises sont difficiles à déterminer. Il leur incombe de faire des tournées de trois à cinq ans, notamment pour enseigner au peuple les conduites justes (le Dhamma), en exerçant une inspection de l'administration, ou en rendant la justice. Cette importance des fonctions de surveillance semble faire écho au rôle des espions dans l’État idéal de Kautilya, et se retrouve encore dans un édit d'Ashoka, qui dit souhaiter être informé de tout ce qui se passe dans son empire. Les édits d'Ashoka mettent par ailleurs en avant la présence de princes de sang royal (kumara, aryaputra) occupant le rang de vice-roi dans des villes majeures de l'empire (comme Tosali, Ujjain, peut-être Taxila, Suvarnagiri), où ils sont chargés de relayer les directives royales.
Le système fiscal reposait sur deux taxes agraires, pesant sur la terre (surface et qualité du sol) et la quantité produite (un quart de la récolte selon Mégasthène), mais toutes les activités semblent en principe avoir été soumises à des prélèvements, et des corvées publiques paraissent également avoir existé. Par ailleurs l’État disposait parfois de ses propres ateliers, dont les artisans pouvaient bénéficier d'exemptions fiscales si on suit l'auteur grec, et il supervisait les échanges commerciaux, au moins dans un but fiscal.
L'impression qui ressort de l'Arthashastra est celle d'un empire fortement centralisé, et cette image a longtemps été reprise par les historiens, alors qu'elle n'est jamais qu'issue d'un traité théorique à la datation incertaine. En l'état actuel des connaissances, il n'y a sur les sites de l'époque Maurya que très peu d'indices architecturaux témoignant d'un empire centralisé faisant étalage de sa puissance : seule une portion du palais royal de Pataliputra a été mise au jour, les indices d'une volonté de planifier des villes nouvelles pour mieux marquer l'empreinte impériale sont limités (peut-être à Bhita voire Sisupalgarh), et il n'est pas assuré que les édits d'Ashoka soient tous localisés dans des régions directement contrôlées par celui-ci, ou du moins qu'ils témoignent d'une volonté de manifester sa domination dans ces lieux. Il pourrait plutôt s'agir des lieux jusqu'où va son influence. Du point de vue archéologique, les témoignages de l'existence d'une construction politique de type impérial sont en fin de compte très réduits.
Il est du reste improbable qu'un contrôle fort ait pu être exercé sur toutes les régions dominées nominalement par les Maurya, surtout si on suit l'idée suivant laquelle l'extension de leur État ait vraiment coïncidé avec la localisation des édits. Cet empire était trop vaste et divers culturellement (le fait que les édits d'Ashoka soient inscrits dans des langues très différentes reflète son plurilinguisme), et le pouvoir central devait probablement composer dans certains endroits contrôlés indirectement avec des pouvoirs locaux (organisations tribales, communautés urbaines, rois vassaux). Selon R. Thapar, il faudrait plutôt envisager trois types de contrôle suivant les régions :
- le centre, autour du pays de Magadha et dans la plaine du Gange, un contrôle plus centralisé est envisageable ;
- des provinces situées en périphérie mais dont le potentiel économique (richesse agricole, ressources minières, routes commerciales), démographique (grandes villes) et l'importance stratégique (localisation aux frontières) justifieraient un contrôle plus poussé, notamment celles où ont été retrouvés de nombreux édits sur roche (Gandhara, Karnataka, Kalinga, Saurashtra) ;
- des zones plus isolées, moins peuplées et de fait moins contrôlées, jamais réellement conquises même si elles pouvaient constituer une menace, comme celles peuplées par les habitants des forêts que semble particulièrement mépriser Ashoka dans ses édits[36].

## Aspects sociaux

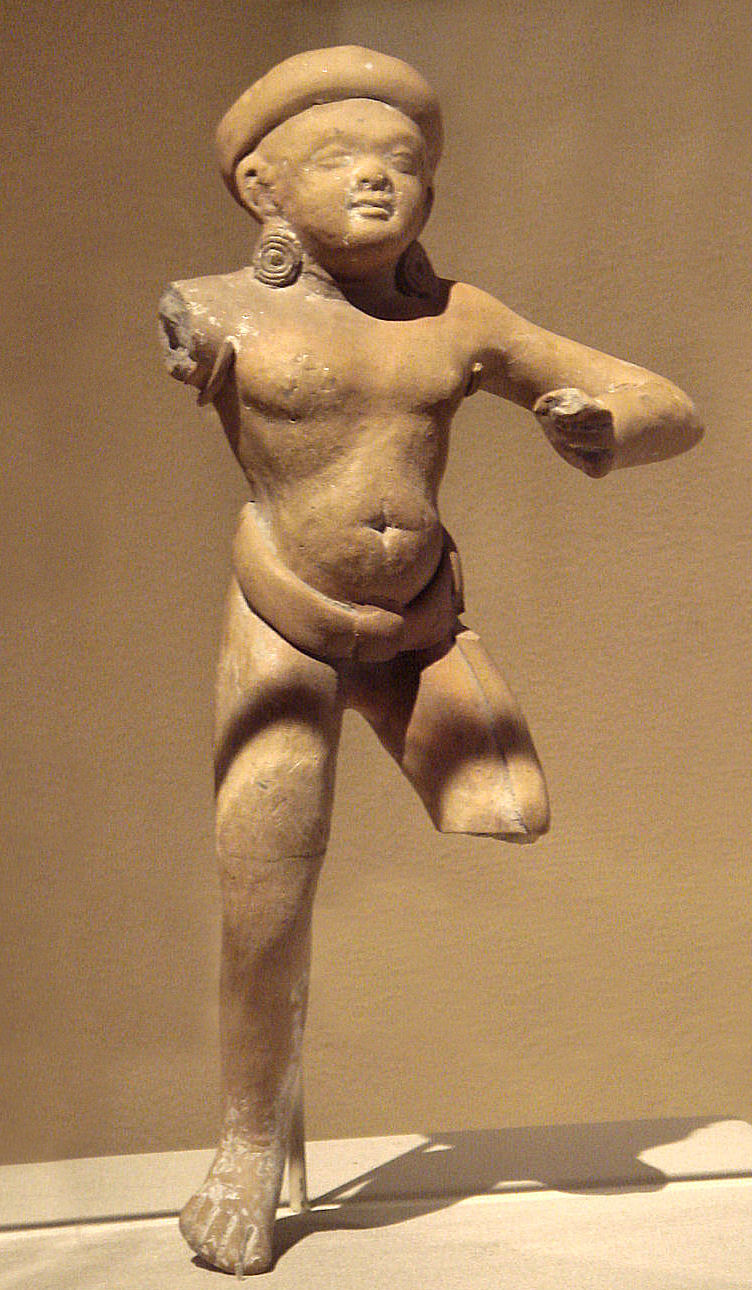
Statuette Maurya, Metropolitan Museum of Art, New York.

### Groupes sociaux
Suivant les principes présents dans les textes religieux et légaux issus de la tradition védique et brahmanique, en particulier les Dharmasutra rédigés entre le VIe siècle av. J.-C. et le IIe siècle av. J.-C., la société indienne est régie par le principe des castes, c'est-à-dire qu'elle est divisée entre quatre classes sociales principales, les varna (Brahmanes, Kshatriyas, Vaishyas et Shudras, auxquels il faut rajouter les hors-castes, « Intouchables »), qui se déclinent en une myriade de sous-groupes, les jatis, auxquels on appartient par la naissance, déterminant l'activité professionnelle des personnes, leur niveau d'honorabilité et à l'intérieur duquel les membres doivent se marier. La seule description de la société Maurya, laissée par Mégasthène, ne reprend pas vraiment cette organisation, puisqu'il la divise en sept groupes : les philosophes, les laboureurs, les pasteurs, les artisans, les soldats, les surveillants, et les conseillers. Il mentionne bien que les membres de ces groupes doivent rester dans celui où ils sont nés et ne peuvent pas prendre de conjoint dans un autre. Les différences avec le système décrit dans les textes indiens s'expliqueraient soit par une mauvaise compréhension de la société indienne par l'observateur Grec, soit parce qu'il en donne une description plus réaliste que les textes théoriques et religieux indiens, dont l'objectif est avant tout rituel (questions d'impureté), laissant de côté les distinctions liées aux fonctions économiques ou administratives.
Le témoignage de Mégasthène est néanmoins suffisamment précis pour que des correspondances soient faites avec ce qui est connu par ailleurs des sociétés indiennes anciennes. La catégorie des « Philosophes » est celle jugée la plus honorable par Mégasthène, devant accomplir les rituels en échange d'une exemption de toute autre tâche, ce qui correspond bien aux Brahmanes, tenants de la tradition védiques. Ce groupe doit également comprendre les Shramanas, ascètes et moines appartenant aux courants « hétérodoxes » (Bouddhisme, Jaïnisme, Ajivikas, etc.). Les paysans, groupe dans lequel il faut surtout inclure ceux qui cultivent la terre, sont en principe membres de la varna des shudras. Ils résident dans les nombreux villages des campagnes du sous-continent indien, mais il ne semble pas qu'ils aient généralement possédé la terre qu'ils exploitaient. On sait que la couronne possédait de nombreux domaines gérés par des intendants, qu'elle pouvait concéder à ses serviteurs qui les faisaient à leur tout exploiter par des paysans. De riches propriétaires terriens sont également attestés. Ces domaines devaient aussi employer des esclaves (que Mégasthène prétend absents d'Inde, même si les sources locales le contredisent). La catégorie des pasteurs est quant à elle présentée par l'auteur Grec comme constituée de tribus, comprenant sans doute des groupes semi-nomades, ou les « Gens de la brousse » (Atavikas) mentionnés dans divers textes anciens (dont les édits d'Ashoka), présentés comme des personnes difficiles à contrôler dont un meilleur comportement est attendu. Les artisans constituent un groupe diversifié, souvent organisé en guildes urbaines (shreni) ; on sait par des textes bouddhistes que de riches propriétaires étaient issus de ce milieu. Les marchands et hommes d'argent (setthis) sont en revanche ignorés par la classification de Mégasthène. Quant aux magistrats et aux conseillers, il relèvent de la catégorie des membres de l'administration, comprenant des kshatriyas et des brahmanes. Il s'agit donc d'une société hiérarchisée présentant de nombreuses lignes de séparation, et des tensions, ce qui expliquerait bien les appels à la concorde sociale présents dans des édits d'Ashoka, en particulier entre les catégories religieuses (Brahmanes et Shramanas).

### Villes et urbanisme
La période Maurya s'inscrit dans la continuité des années 600-300 av. J.-C. qui ont vu un développement de l'urbanisation des royaumes indiens. Plusieurs types d'agglomérations ont été identifiés par les chercheurs, sur la base des découvertes archéologiques mais également de l'Arthashastra, constituant un réseau urbain hiérarchisé. À la base se trouvaient les villages (grama), puis des bourgs servant de centres administratifs et commerciaux au niveau local, puis des capitales de district et de provinces, jusqu'aux villes principales, en dernier lieu la capitale Pataliputra qui, suivant des estimations approximatives, devait couvrir une surface d'environ 2 500 hectares. Suivant le témoignage de Mégasthène et les prescriptions de Kautilya, les villes étaient dotées de leur propre administration, chargée d'assurer l'ordre, de collecter les taxes et de superviser les activités commerciales et artisanales. Ils donnent l'image d'une administration efficace, ce qui ne peut être confirmé en l'absence de sources complémentaires.

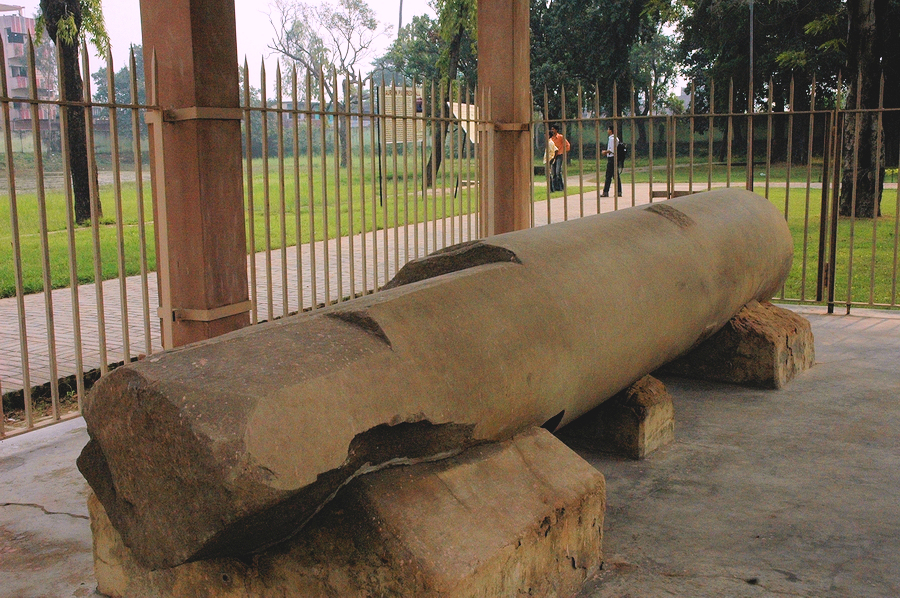
Pilier retrouvé dans les ruines de la salle hypostyle de Kumrahar, sur le site de l'ancienne Pataliputra (Bihar).

Suivant l'organisation idéale d'une cité proposée par l’Arthashastra, qui se voulait une représentation en miniature du cosmos, la ville doit être planifiée, quadrangulaire, défendue par trois levées de terres successives et organisée autour de grandes avenues partant des portes principales, avec une séparation des habitants notamment en fonction de leur caste et de leurs activités. Les témoignages archéologiques ne confirment que très partiellement cela. Les fouilles ont permis de reconnaître des sections de murailles, qui étaient des éléments essentiels de l'urbanisme de l'époque, mis en valeur notamment dans l’Arthashastra. À Pataliputra, des restes de murailles en bois ont été retrouvés ; elles devaient à l'origine se trouver sur une levée de terre. Une enceinte contemporaine de facture identique a été mise au jour à Bulandibagh au Bangladesh. À Rajgir en revanche, l'extension de la ville qui pourrait dater de l'époque Maurya est protégée par deux enceintes en pierre. Le rempart de Sisupalgarh dans l'Odisha est constitué de briques. L'urbanisme des villes de cette époque a surtout pu être approché sur les sites de Taxila et de Bhita, où ont été dégagés des secteurs résidentiels. Les maisons de Bhita sont en général de forme carrée, organisées autour d'une cour à ciel ouvert. L'urbanisme de Bhita semble régulier, indiquant une construction planifiée, schéma qui ne se retrouve pas à Taxila où le tracé des rues est plus tourmenté et l'habitat plus dense. Ces secteurs résidentiels comprenaient également des ateliers (métal, étoffes, coquillages), confirmant le rôle manufacturier des sites urbains, où devaient se trouver des quartiers spécialisés dans certains types de productions.
L'architecture monumentale urbaine de l'époque Maurya nous échappe, en dehors de la salle hypostyle de Kumrahar à Pataliputra, seul témoignage du palais royal. Elle comprenait 80 piliers supportant un toit qui devait être en bois. L'origine de ce type d'édifice est couramment considérée comme étant occidentale car l'architecture rappelle celle des apadanas achéménides et les chapiteaux reprennent des éléments de l'art grec, mais les modalités de la diffusion et de la réception en Inde de ces influences artistiques nous échappent.

## Religion: croyances, sanctuaires et art

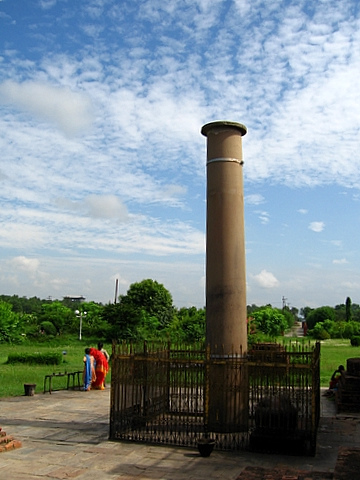
Pilier d'Ashoka à Lumbini (Népal), sur le lieu de naissance du Bouddha.

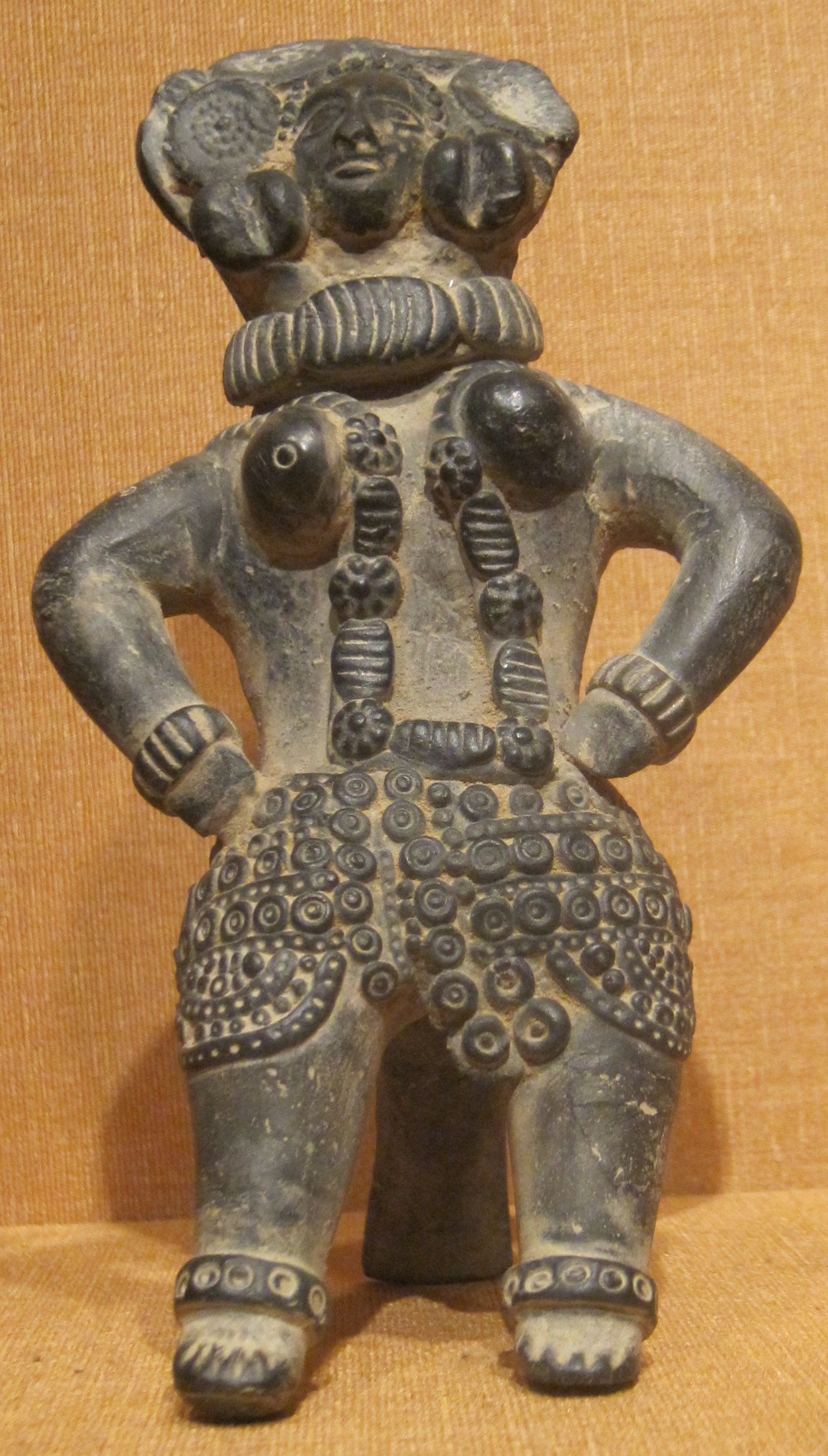
Statuette en terre cuite d'une divinité féminine, fin du, Inde du Nord. Honolulu Museum of Art.

### Les courants religieux
La période précédant l'ère des Maurya avait vu d'importantes évolutions dans le paysage religieux de l'Inde. La pensée dominante était issue de la religion védique traditionnelle, qui culminait dans le rite sacrificiel prescrit par les textes sacrés, les Védas, et était exécuté par les brahmanes, qui en tiraient un prestige social sans égal. Cette pensée religieuse « orthodoxe » fut de plus en plus contestée dans les milieux des shramanas, ascètes errants qui vivaient en marge de la société, et développèrent plusieurs courants de pensée « hétérodoxes » qui popularisèrent notamment l'idée du cycle de réincarnations (samsara) et de la libération de celui-ci (donc une recherche du salut). Parmi ces tendances, ce furent le Bouddhisme et le Jaïnisme, au VIe siècle av. J.-C. ou au Ve siècle av. J.-C. (de nombreux spécialistes s'accordent pour dater la disparition du Bouddha Gautama aux alentours de 420-380 av. J.-C., soit seulement un siècle avant l'avènement d'Ashoka), qui connurent la plus importante postérité, au point de se constituer progressivement comme des religions indépendantes avec leur propre organisation monastique et leur corpus de textes traditionnels, mais d'autres eurent un certain écho dans l'Antiquité, comme le courant appelé Ajivika. C'est peut-être en réaction à ces critiques que se développa durant la seconde moitié du Ier millénaire av. J.-C. la dévotion (bhakti) à des divinités secondaires de l'époque védique qui devinrent progressivement prééminentes (en particulier Vishnu et Shiva), faisant évoluer cette religion « orthodoxe » vers une nouvelle forme, que l'on nomme couramment « brahmanisme » (qui plus tard devait devenir l'« hindouisme »). Cette évolution semblerait s'affirmer dès la période des Maurya, mais elle triompha par la suite,.
Les traditions religieuses postérieures ont fait des trois grands souverains Maurya des adeptes des courants hétérodoxes. Les courants brahmaniques ne semblent pas les tenir en estime, et cela explique sans doute pourquoi ils n'ont pas eu aux yeux de ceux-ci le prestige de leurs lointains successeurs Gupta, qui furent de fervents adeptes des grands dieux hindouistes. Ainsi, Chandragupta aurait été un adepte du jaïnisme, et aurait passé les dernières années de sa vie en compagnie d'ascètes jaïns après avoir laissé son pouvoir à son fils Bindusara. Ce dernier aurait quant à lui été attiré par la pensée ajivika. Ashoka, laissé dans l'obscurité par les auteurs hindouistes, fut célébré par la tradition bouddhiste qui en a fait un roi-modèle. Ses édits et sa proclamation de la non-violence, concept important dans le bouddhisme, semblent confirmer cette inclination, mais il ne faut pas limiter ces inscriptions à la proclamation de croyances bouddhistes, car elles s'inscrivent plus largement dans une recherche de la concorde sociale. Du reste, Ashoka ne semble pas avoir été hostile aux autres tendances religieuses, répétant dans ses édits qu'il souhaite voir cohabiter en paix les brahmanes et les ascètes des autres courants religieux. Les textes de la traditions bouddhiste en font néanmoins un acteur majeur de la propagation de la religion. Ils lui attribuent ainsi la fondation de nombreux lieux de culte (la bagatelle de 84 000 stupas suivant les pèlerins chinois de l'époque médiévale Faxian et Xuanzang) et la participation active à la diffusion de cette religion. Il aurait également patronné le concile de Pataliputra qui aurait été l'occasion de querelles doctrinales et de l'envoi de missions prosélytes dans des pays étrangers (dont son propre fils à Sri Lanka). Si ces récits sont manifestement faits d'exagérations, il est généralement admis que le règne d'Ashoka fut décisif dans l'expansion du bouddhisme.

### Stupas
L'érection de sanctuaires bouddhistes à l'instigation d'Ashoka a probablement joué un rôle dans le développement de l'architecture religieuse en Inde. Plusieurs de ses piliers étaient érigés sur des lieux liés à la vie du Bouddha : ainsi, il érigea une de ces colonnes à Lumbini (Népal), lieu de naissance du Bouddha qu'il visita durant sa vingtième année de règne (v. 259 av. J.-C.), et où un temple fut érigé. Il ne s'agit sans doute pas du premier développement de monuments bouddhistes, mais étant donné que ce sont les premiers édifices de ce type qui ont été construits en pierre et en brique, c'est de cette époque que datent les plus anciens exemples qui aient survécu jusqu'à notre époque. Ils sont cependant très peu nombreux. Ainsi, Ashoka est à l'origine de la construction de nombreux stupas, monticules en briques renfermant une relique du Bouddha. Mais ceux-ci ont été reconstruits et agrandis par la suite, n'ayant plus leur forme originelle. On suppose faute de mieux qu'il s'agissait alors de structures simples de forme hémisphérique. Un état de l'époque Maurya a pu être repéré lors de fouilles à Vaisali : au départ une simple structure en terre damée, elle a été dotée rapidement d'un revêtement en briques cuites, sans doute dès le règne d'Ashoka. Il n'y a en revanche pas de traces de monastères datant de cette période, sans doute parce qu'il ne s'agissait pas encore de structures bâties pour durer mais de lieux de retraite temporaires.

Stupas l'époque Maurya.
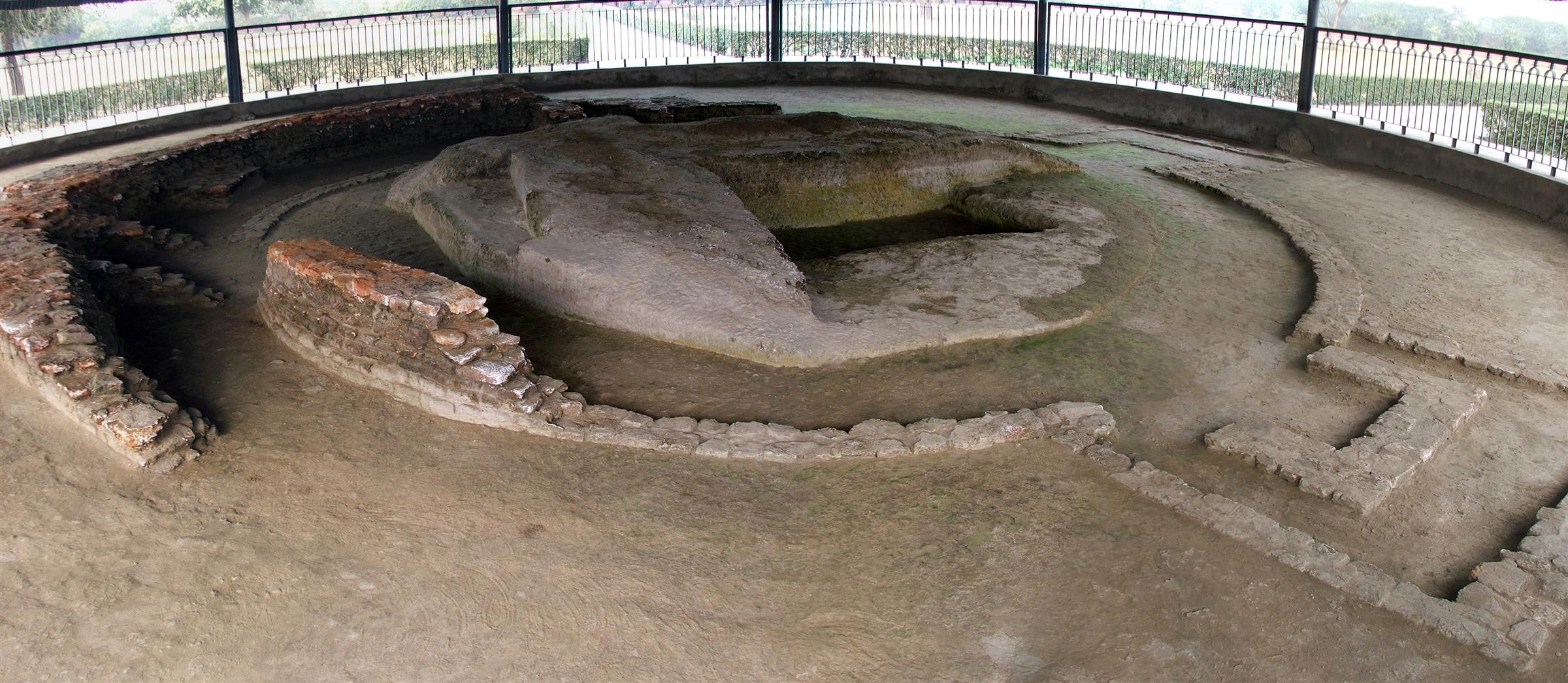
Ruines du stupa de Vaisali dont un état (matérialisé par les briques les plus extérieures) semble attribuable à l'ère Maurya.
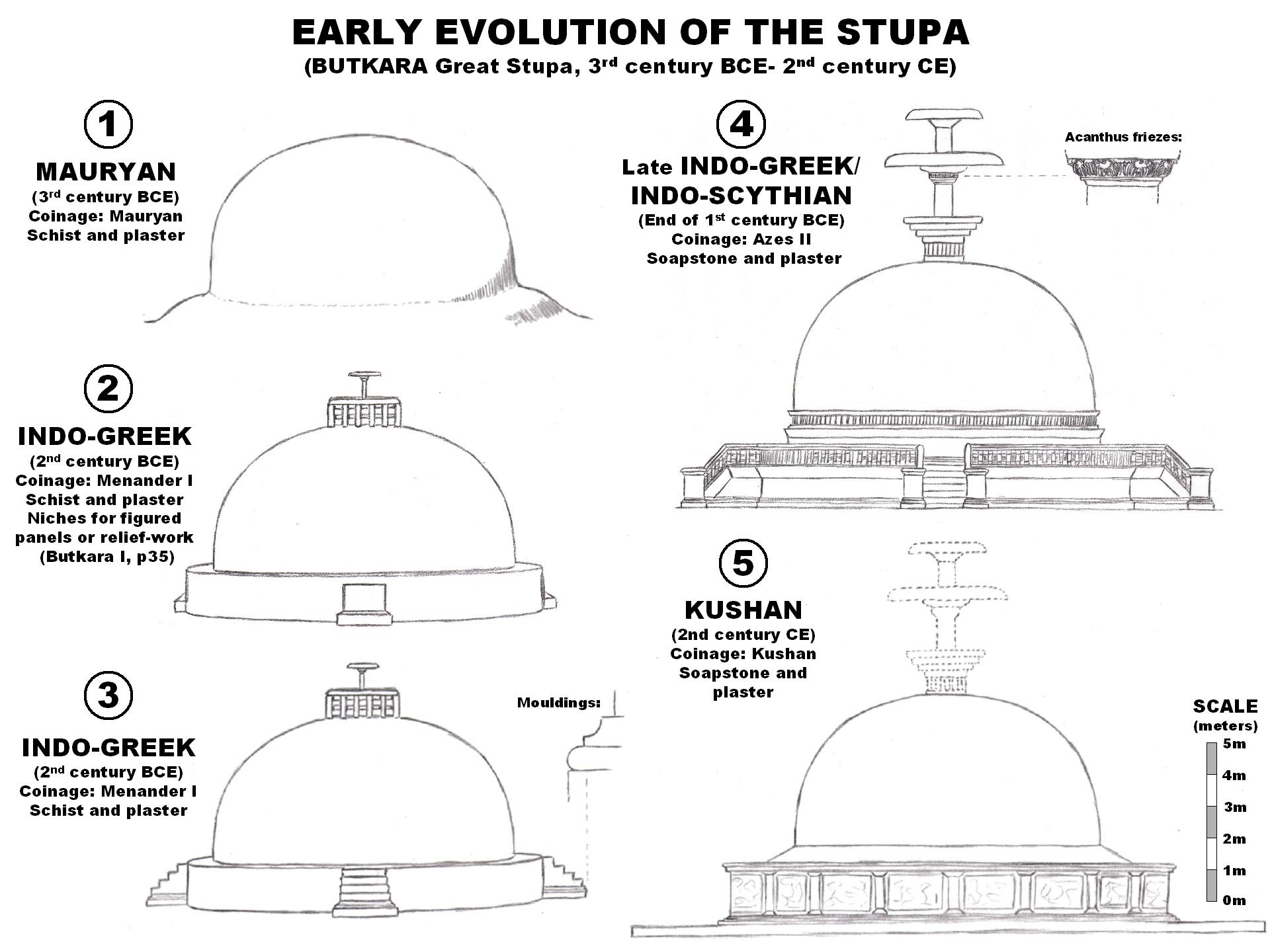
Évolution architecturale du Stupa de Butkhara (en), décrit par la mission archéologique italienne de 1980[60].

### Grottes
En revanche les premiers exemples de lieux de culte construits dans des grottes semblent remonter à l'époque des Maurya. C'est peut-être le cas de la grotte de Son Bhandar près de Rajgir. Les Grottes de Barabar dans les collines de Barabar et de Nagarjuni (Bihar) sont datées par des inscriptions de l'époque d'Ashoka et de son petit-fils Dasaratha, et semblent avoir été utilisées par différents ascètes des courants hétérodoxes (Ajivikas surtout). Elles sont constituées de pièces voûtées ou en forme de dôme taillées dans la roche. Une de ces grottes, celle de Lomas Rishi, a conservé une façade sculptée en forme d'arche double décorée d'une frise représentant des éléphants. Les premiers exemples de temples dédiés à des divinités de l'hindouisme semblent dater de cette époque, ce qui est une innovation dans la mesure où le védisme ignorait l'architecture monumentale.

Sanctuaires de grottes de l'époque Maurya.
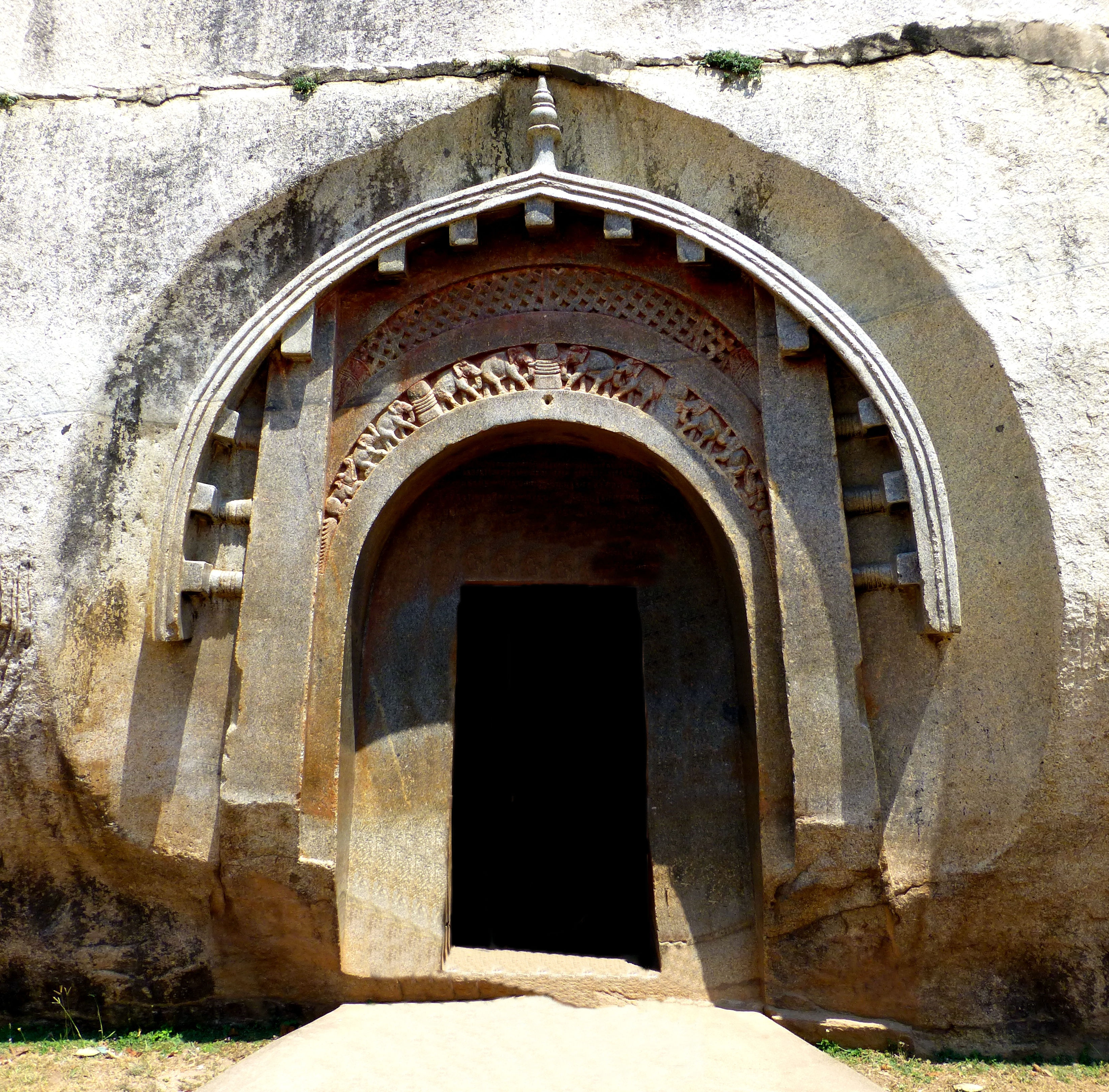
Façade de la grotte de Lomas Rishi, dans les grottes de Barabar, Bihar, lieu de culte ajivika.
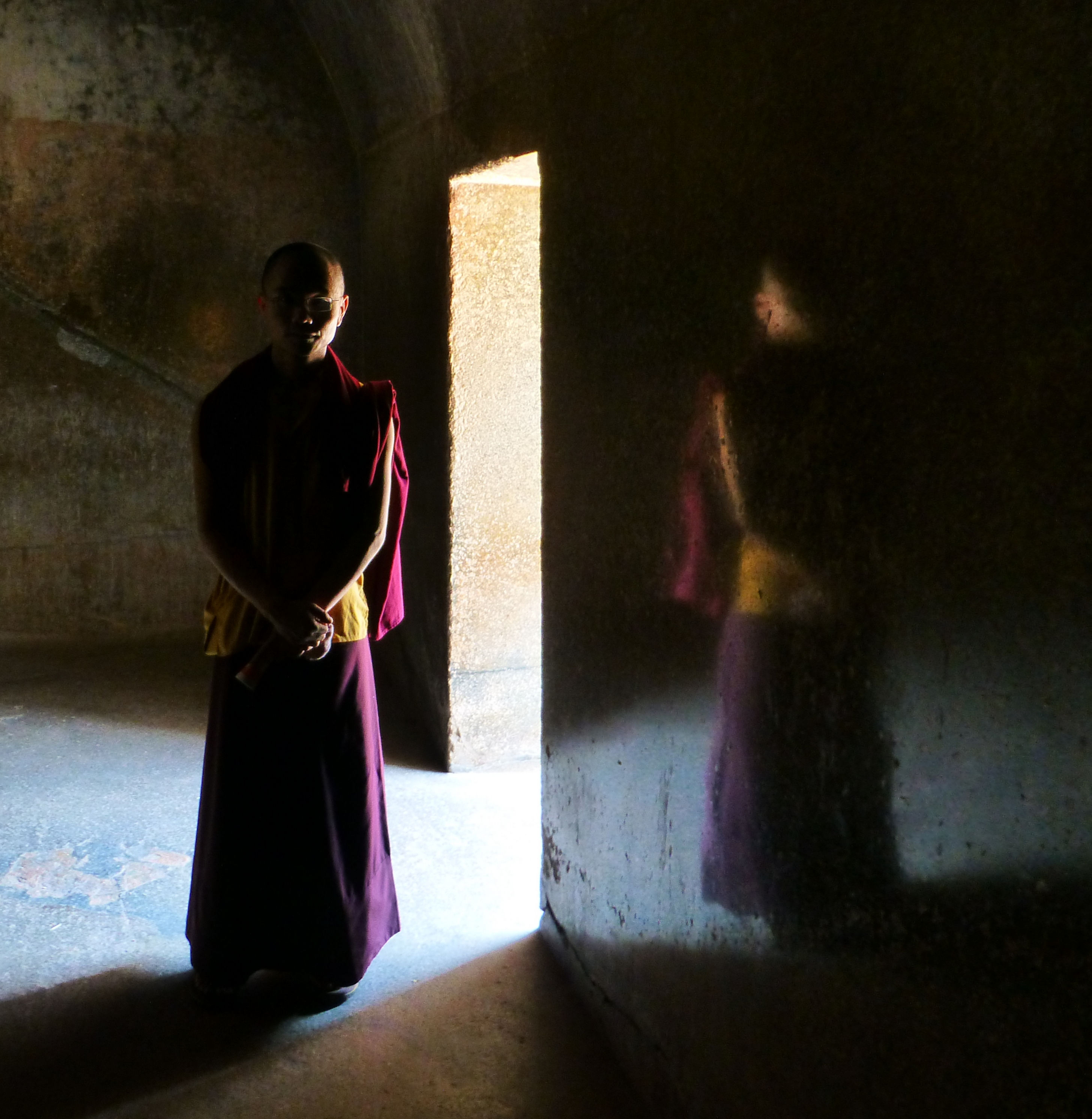
Paroi de grotte en granit, polie de façon parfaitement plane jusqu'à obtenir un effet miroir. Grotte de Sudama dédiée par Ashoka à la secte ascétique des Ajivikas, Grottes de Barabar, Inde, IIIe siècle av. J.-C.

### Images religieuses

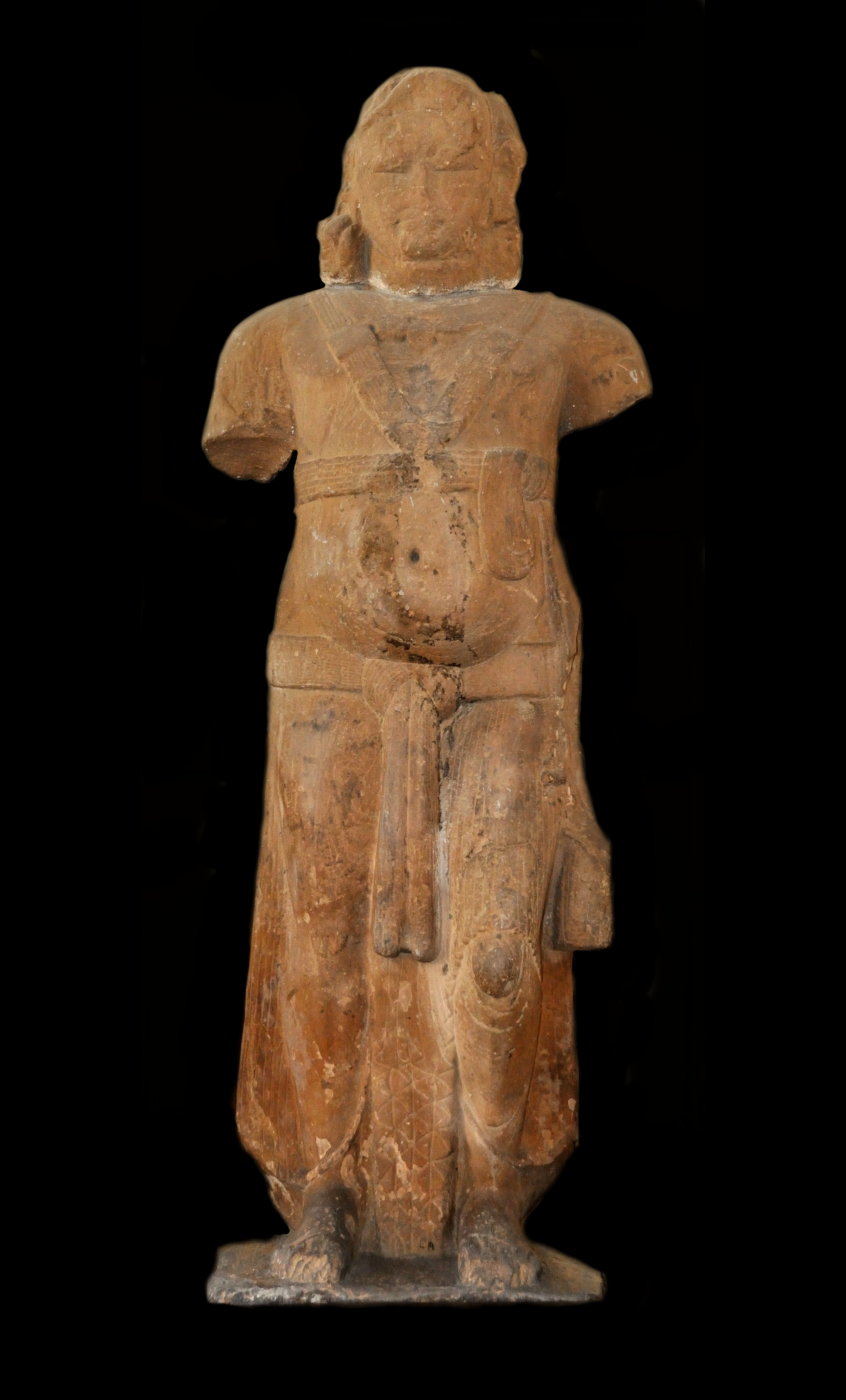
Statue monumentale (taille de 2.59 m) du Yaksa Manibhadra avec inscription en Brahmi suggérant une datation remontant au, Parkham, District de Mathura.

L'art religieux de l'époque n'est en revanche pas bien connu, notamment parce que la datation des quelques sculptures que certains attribuent à cette période est discutée, la plus remarquable étant une statue de yakshini provenant de Didarganj (Bihar). Plusieurs statuettes et plaques en terre cuite de la période, souvent dans un état fragmentaire, représentent des divinités féminines (qualifiées par les historiens de l'art comme des « déesses-mères ») et ont manifestement un contexte religieux. Les premiers exemples d'un art bouddhiste datés avec certitude, notamment les sculptures du sanctuaire de Bharhut (Madhya Pradesh), remontent à la période Shunga qui succède directement à celle des Maurya.

## Postérité

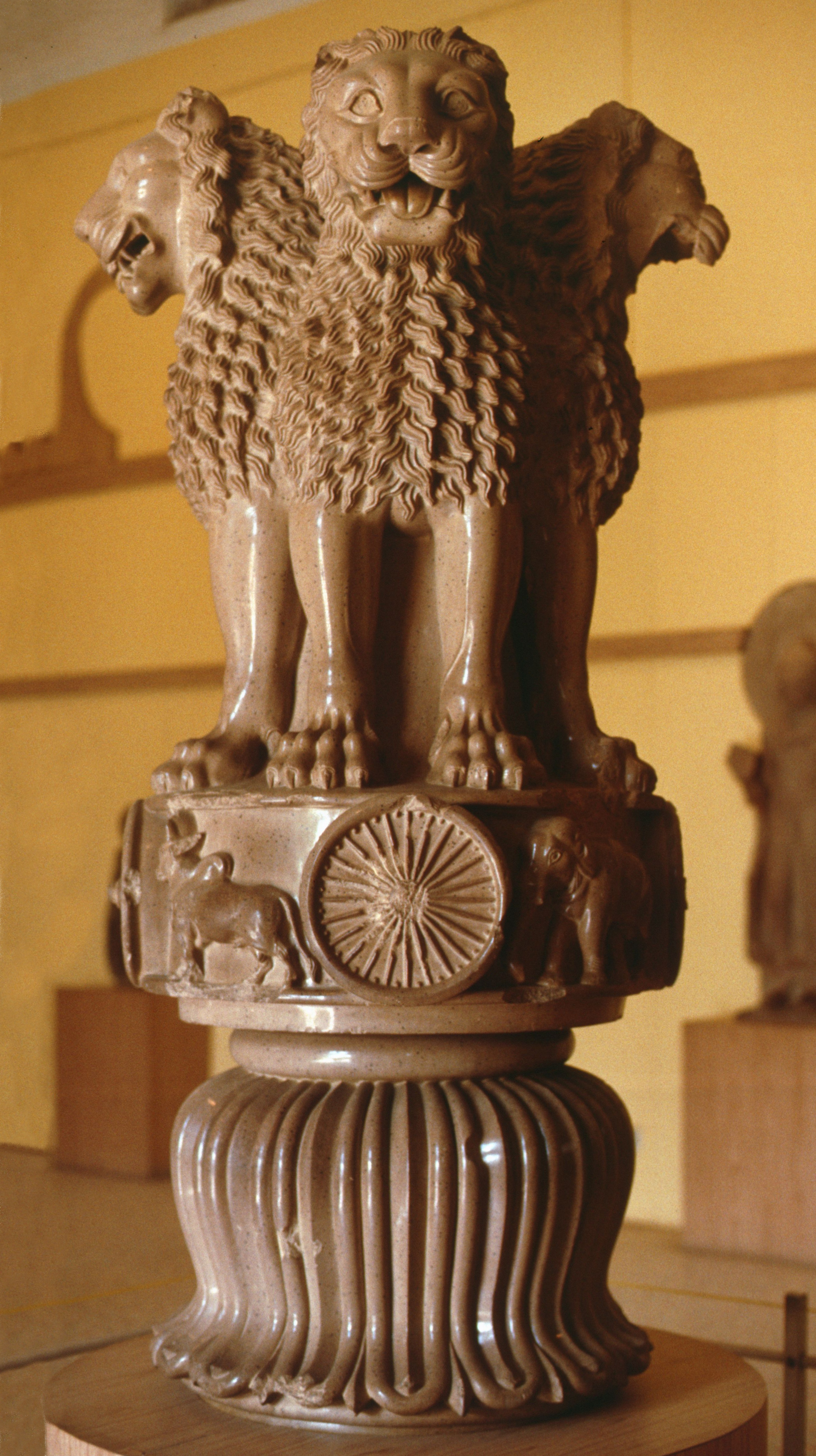
Chapiteau du pilier d'Ashoka de Sarnath, une réalisation d'Ashoka.

Si l'Empire maurya a atteint un rayonnement remarquable sous le règne de ses principaux souverains, il n'y a pas vraiment d'indices indiquant qu'ils aient été particulièrement célébrés par leurs successeurs. Rien n'indique ainsi que les Gupta aient tenté de se placer dans leur continuité, même si leur premier souverain portait le nom de Chandragupta, et qu'un autre roi de la dynastie, Samudragupta, a laissé une inscription sur un pilier d'Ashoka à Prayagraj (Allāhābād). Après le IVe siècle de notre ère, les textes des inscriptions d'Ashoka, bien que visibles sur les piliers placés dans plusieurs grandes villes indiens, ne furent plus lus car leur écriture n'était plus comprise. Le souvenir de ce roi fut préservé dans les textes bouddhistes, mais la disparition de cette religion en Inde fit qu'il fut oublié dans son pays, en dehors des listes monarchiques préservées par les Puranas. La tradition brahmanique semble plutôt avoir cherché à marginaliser cette dynastie qui a montré une préférence pour les courants hétérodoxes.
Le déchiffrement du brahmi dans la première moitié du XIXe siècle par James Prinsep puis la redécouverte des inscriptions d'Ashoka au contraire donnèrent une grande visibilité à l'Empire maurya dans l'histoire de l'Inde à partir de la fin du XIXe siècle et au début du XXe siècle. Les historiens britanniques en firent l'équivalent des autres grands empires antiques, percevant plutôt leurs souverains comme des autocrates. L'idéal de paix et de tolérance prôné par Ashoka fut célébré par certains, d'autres y voyant en revanche le germe de la chute de son empire, démilitarisé par la volonté de son souverain. Les auteurs nationalistes indiens le prirent comme modèle pour l'indépendance de l'Inde, car il s'agissait d'un empire fondé par une dynastie indienne ayant dominé à peu près le même territoire que l'empire des Indes. Nehru fit plusieurs fois référence à Ashoka dans ses discours, car il s'agissait d'une grande figure dans laquelle pouvait se reconnaître la nation indienne naissante, et en particulier d'un personnage prônant un idéal d'harmonie entre les courants religieux qu'il espérait voir triompher au moment de l'indépendance de l'Inde. La statue aux quatre lions du pilier d'Ashoka de Sarnath fut dans ce contexte choisie pour être l'emblème de la République indienne, et la roue (chakra) qui y est sculptée figure sur le drapeau du pays.

### Généralités sur l'Inde ancienne
- Michel Angot, L'Inde classique, Paris, Les Belles Lettres, coll. « Guides des civilisations », 2001
- (en) Burjor Avari, India : The Ancient Past, A history of the Indian sub-continent from c. 7000 BC to AD 1200, Londres et New York, Routledge, 2007
- (en) Upinder Singh, A History of Ancient and Early Medieval India : From the Stone Age to the 12th century, New Dehli et Upper Saddle River, Pearson Education, 2008
- (en) Romila Thapar, Early India : From the Origins to AD 1300, Londres, Penguin, 2002
- Cédric Ferrier (dir.), Histoire ancienne et médiévale de l'Inde du Nord (VIe siècle avant notre ère, début XIIIe siècle), Paris, Presses Universitaires de France, coll. « Nouvelle Clio », 2025

### Art et archéologie de l'Inde ancienne
- Marilia Albanese (trad. de l'italien), L'Inde ancienne, Paris, Éditions Gründ, 2001, 295 p. (ISBN 2-7000-2155-X)
- (en) Frank Raymond Allchin (dir.), The Archaeology of Early Historic South Asia : The Emergence of Cities and States, Cambridge, Cambridge University Press, 1995
- (en) Robin Coningham et Ruth Young, Archaeology of South Asia : From Indus to Asoka, c. 6500 BCE - 200 CE, Cambridge, Cambridge University Press, 2015
- Vincent Lefèvre, Les Arts de l'Inde, Paris, Réunion des Musées Nationaux, coll. « Manuels de l'École du Louvre », 2025

### Études sur Ashoka et les Maurya
- Gérard Fussman, « Pouvoir central et régions dans l'Inde ancienne : le problème de l'Empire maurya », Annales. Économies, Sociétés, Civilisations, no 4, 37e année,‎ 1982 (ISSN 0395-2649, lire en ligne, consulté le 24 mars 2017)
- (en) Romila Thapar, Aśoka and the Decline of the Mauryas, Oxford, Oxford University Press, 2012
- (en) Romila Thapar, « Ashoka — A Retrospective », Economic & Political Weekly, vol. XLIV, no 45,‎ 7 novembre 2009, p. 155-178
- (en) Harry Falk, Aśokan Sites and Artefacts : A Source-Book with Bibliography, Mainz am Rhein, Philip von Zabern, 2006
- (de) Hermann Kulke, « Der Maurya-Staat (4.–2. Jh. v. Chr.): Gesamtindisches Großreich oder Imperium? », dans Michael Gehler et Robert Rollinger (dir.), Imperien und Reiche in der Weltgeschichte. Teil 1: Imperien des Altertums, Mittelalterliche und frühneuzeitliche Imperien, Wiesbaden, Harrasowitz Verlag, 2014, p. 503-514
- Patrick Olivelle (trad. de l'anglais Éric Auzoux, préf. Vincent Eltschinger), Ashoka, roi philosophe, Paris, Les Belles Lettres, 2025, 394 p. (ISBN 978-2-251-45703-1)

### Autres
- (en) Carla M. Sinopoli, « On the edge of empire: form and substance in the Satavahana dynasty », dans Susan E. Alcock et al. (dir.), Empires: Perspectives from Archaeology and History, Cambridge, Cambridge University Press, 2001 (ISBN 0521-770203), p. 155-178